# Dombóvár
Dombóvár (németül: Dombowa, latinul: Iowia) város Tolna vármegyében, a Dombóvári járás székhelye. Tolna vármegye harmadik legnagyobb települése, a vármegyeszékhely, Szekszárd és Paks után. Dombóvár 2020-ban ünnepelte várossá válásának 50 éves évfordulóját, 1970. április 1-jén kapta meg ezt a rangot.

## Fekvése
Tolna vármegye délnyugati részén, a Kapos folyó völgyében található, Baranya és Somogy vármegye határának szomszédságában.

### Megközelítése

#### Közúton
Legfontosabb megközelítési útvonala a Dunaföldvár–Kaposvár–Nagykanizsa közti 61-es főút, amelyből innen indul dél felé, Sásd irányában a 611-es főút. Hőgyész és a 65-ös főút felől a 6532-es út vezet Dombóvárra (Tüske városrészbe). Öt számjegyű országos közútként számozódik még a 65 188-as számú mellékút, amely a 611-esből ágazik ki nyugatra és a város déli, kaposszekcsői határszélén húzódik Szőlőhegy külterületi városrészig. Emellett a 611-es főútként ágazik ki a 65 358-as számú mellékút, mely Dombóvár vasútállomás és az autóbusz-állomás elérését biztosítja.

#### Vasúton
A város jelentős vasúti csomópont is: áthalad rajta a (Budapest–)Pusztaszabolcs–Pécs-vasútvonal, amelyből ágazik le a Dombóvár–Kaposvár–Gyékényes, Dombóvár–Komló és a Dombóvár–Bátaszék-vasútvonal. Továbbá az 1990-es évekig itt működött a Dombóvári Gazdasági Vasút, és itt volt az egyik végpontja a Dombóvár–Lepsény-vasútvonalnak is. A várost két vasútállomás szolgálja ki: Dombóvár vasútállomás (az autóbusz-állomás mellett) és Dombóvár alsó vasútállomás. Dombóvár alsón a Fenyves sebesvonat Keszthelyre (9.18) és Pécsre (18.40) ad közvetlen eljutást.

#### Helyi és helyközi tömegközlekedés
A város tömegközlekedését az állami Volánbusz Zrt. üzemelteti helyközi járatokon. Az autóbusz-állomás a Baross Gábor tér és a Kórház utca találkozásánál, a vasútállomás mellett található.
A Tárnok-Trans Kft. helyi járatú buszokat is üzemeltet a városban, összesen 10 járaton. Nem túl gyakran járnak, mivel az önkormányzat sűrített menetrendet adott ki. A helyi járatú buszok mindegyike MAN Lion's City EL283 típusú, szóló buszok, amelyek rendszeresen karban vannak tartva. Összesen 5 darab busz van az állományban, az SXT-542 rendszámú pedig garázsban pihen és szervizelés alatt van.
Járatok:
1 (MÁV-pályaudvar - TESCO - IX. utca)
1/A (IX utca - Hunyadi tér - MÁV-pályaudvar - Dombóvár alsó vá. - Szőlőhegy / IX. utca - Hunyadi tér)
2 (Hunyadi tér - Dombóvár alsó - MÁV-pályaudvar)
2/A (Hunyadi tér - MÁV-pályaudvar)
3 (Hunyadi tér - Kórház - Gunaras, Kernen tér)
5 (Hunyadi tér - Szőlőhegy - Nyerges Csárda)
5/A (Szőlőhegy - Hunyadi tér)
10 (MÁV-pályaudvar - Kórház - IX. utca) - Ez a járat csak egyszer indul, 5.06-kor a pályaudvarról.
11 (IX. utca - Kertváros - MÁV-pályaudvar)
21 (MÁV-pályaudvar - Kertváros - IX. utca)
A buszok 21 óra után nem közlekednek. Menetrendjük eltérő lehet, mivel szombati és vasárnapi járatok is vannak, és ezeken a napokon egyes hétköznapiak nem indulnak.
További információ: https://www.dombovar.ptke.hu

### Városrészei
- Városrészei: Újdombóvár, Tüske, Gunaras, Kakasdomb, Szuhajdomb, Kertváros, Szőlőhegy,[4] Óváros, Belváros, Mászlony, Szarvasd, Szilfás

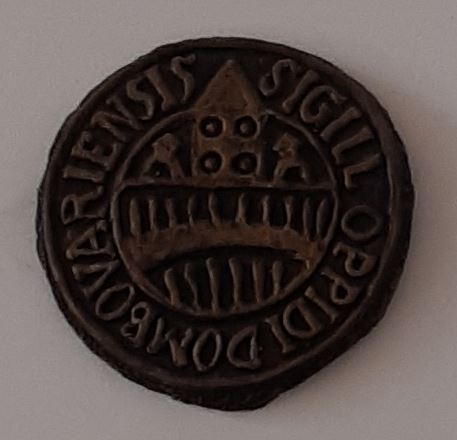
Dombóvár mezővárosi pecsétje - 1715
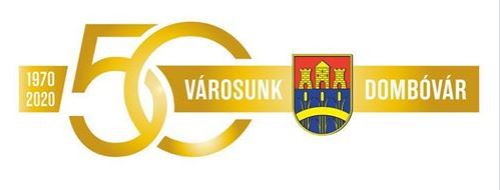
Az ünnepi logó
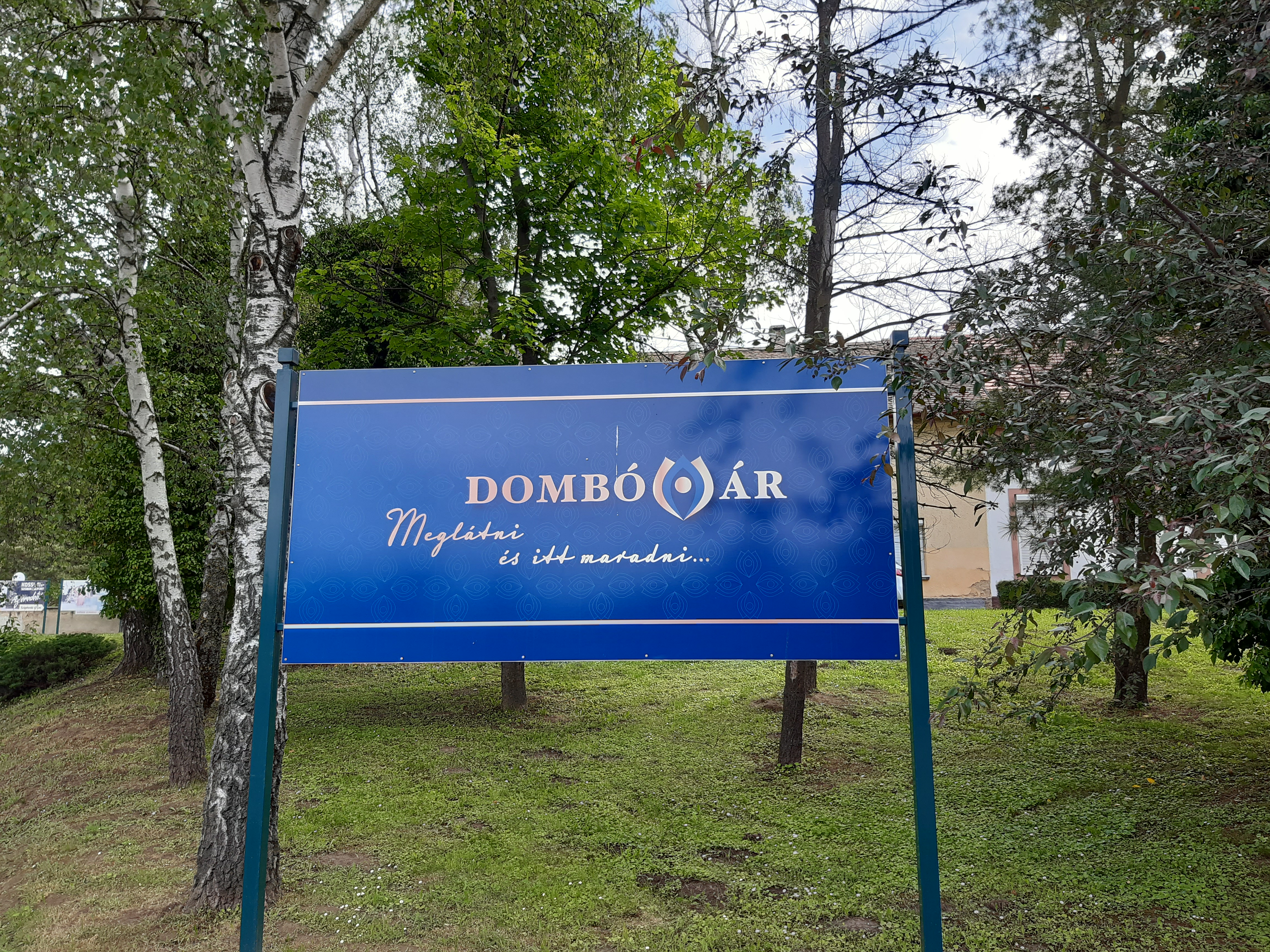
Az új logó - 2021

## Történelem

### Előtörténet
Az itt talált leletek azt bizonyítják, hogy mind a kő-, mind a bronzkorban lakott hely volt.
Az i. e. 4. században kelták szállták meg a Dunántúl területét, majd i. sz. 8-ban a rómaiak véglegesen meghódították és a birodalomhoz csatolták. Pannoniában Dombóvár kedvező fekvésének köszönhette létezését. Fontos utak vezettek itt a rómaiak idejében Pécsről (Sopianæ) Győrbe (Arrabona) és Óbudára (Aquincum), a rómaiak jelenlétét számos régészeti lelet bizonyítja. Újdombóvár helyén a római korban Pons Sociorum Mansuectina (Kapos folyó átkelő) néven létezett itt egy híd, míg egy közeli falu helyén, Alsóhetényben katonai erőd működött (a szabálytalan négyzetet formázó erőd falainak hossza összesen 1879 méter, területe 21 hektár volt). Írott források az 5. században az erődítmény közelében említik Iovia várost, amelynek helye sokáig ismeretlen volt (az „eltűnt” település 2013-as régészeti kutatások szerint megegyezik a valamivel északabbra – Alsóheténytől mintegy 7 kilométerre –, Szakcs és Dalmand között található Gölösi-dűlőben, a 19. század vége óta ismert nagy kiterjedésű rommezővel).

### Középkor
Dombóvár térségét a honfoglaló magyarok korán benépesítették, ezt bizonyítják az ebből a korból származó feltárt sírok. Első ismert erődítménye a mai Szigeterdőben az elmúlt években feltárt, téglából épült vártorony, amely a 12. században már állt. A település nevét többnyire a szláv dobov(o) (=tölgyes) szóból eredeztetik.
Ma is láthatók a Kapos partján a valószínűleg a tatárjárás után épült másik vár romjai. Első ismert írásos emléke az Árpád-ház kihalását követő időkből származik, ekkor a Vencel-párti Henrik bán szerezte meg. Károly Róbert hatalmának megszilárdítása után az egykori királyi javakat visszavette, és a vár csere útján, 1326-ban a Csák nemzetség birtokába került. Az új birtokos család a helynév alapján Dombainak nevezte magát.
A mohácsi vész után jelent meg Tolna megye birtokosai között Werbőczy István királyi kancellár, aki vagyonát ügyes házassági politikával és szerződésekkel gyarapította. Dombay János halála után felesége, Werbőczy Örzse révén a vár Werbőczy Imre birtokába került. A török tőle foglalta el a döbröközi várával együtt az 1543–44. évi hadjáratban.

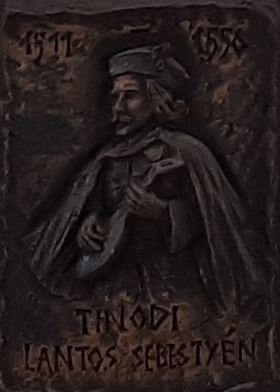
Tinódi Lantos Sebestyén

Dombó vára a 15. században élte fénykorát. A vár falai között élt Dombó (Dombay) Pál jogtudós, a királyi tábla bírája, aki 1514-ben – több társával együtt – megbízást kapott Werbőczy Hármaskönyvének (Tripartitum) felülvizsgálatára, amelynek jelentős részét szerzője itt írta. Az 1517-ben kiadott mű négy évszázadon át döntően meghatározta Magyarországon a politikai és jogi gondolkodást.
A Dombó család egykori várában tartózkodott 1537-ben Tinódi Lantos Sebestyén. Itt szerezte „Jáson és Medea” című széphistóriáját („Tinódi Sebestyén diák készítette, midőn bal kezét Dombóváron nehéz seb gyötörte.” – olvashatjuk a versfőkben.)
A török hódítás Dombóváron várkastélyt és mellette mozgalmas kisvárost talált.
A török az elfoglalt területeken igyekezett véglegesen berendezkedni. Az új közigazgatási rendszer szerint a budai pasalik (kormányzóság) koppányi szandzsákjának (kerület) egyik központja volt, s a török állandó katonaságot tartott benne.

### A törökök kiűzése után
A vár környékét 1683-ban a Bécs alól menekülő Ali Musztafa csapatai felperzselték. A török kiűzése után a várat felrobbantották, köveinek nagy részét széthordták. A lakosság az új település első házait a mai Kakasdombon emelte, majd innen terjeszkedett előbb északi, majd keleti irányba.
A Dombóvár környékén gazdátlanná vált óriási területeket herceg Esterházy Pál nádor vásárolta meg, birtokközponttá tette, s ettől kezdve az Esterházyak 1944-ig fontos szerepet játszottak a település életében.
Az 1767. évi úrbéri összeíráskor Dombóváron már 112 család élt.
A Dombóváron 1848. április 10-én megalakult nemzetőrség létszáma 101 fő volt.
Jelasics csapatai 1848. szeptember 27-én vonultak be a városba, két nap után továbbvonultak, ám Ozoránál Csapó Vilmos felkelői október 7-én lefegyverezték őket.
Fényes Elek 1851-ben megjelent Magyarország Geographiai Szótára című művében többek között az alábbiakat olvashatjuk:

„Dombóvár magyar mezőváros Tolna megyében … Lakja 1200 kath., 80 zsidó, kath. paroch., derék uradalmi épületekkel. Róna határa első osztálybeli, réttyei jók, szőlőhegye, erdeje bőséges…”

Utóbbi megállapítást igazolja az 1848-ban megjelent Hármas Kis-Tükör:

„Tolna megyét is ha van kedved eljárd,

Itt van Simontornya, Bonyhád, Kölesd, Szegzárd,

Nézd-meg Paksot, Tolnát, Hőgyészt, Battát (Bátát), Földvárt (Dunaföldvárt),

Döbröközt, Ozorát s a gazdag Dombóvárt.”

### Vasútépítés és a 20. század első fele

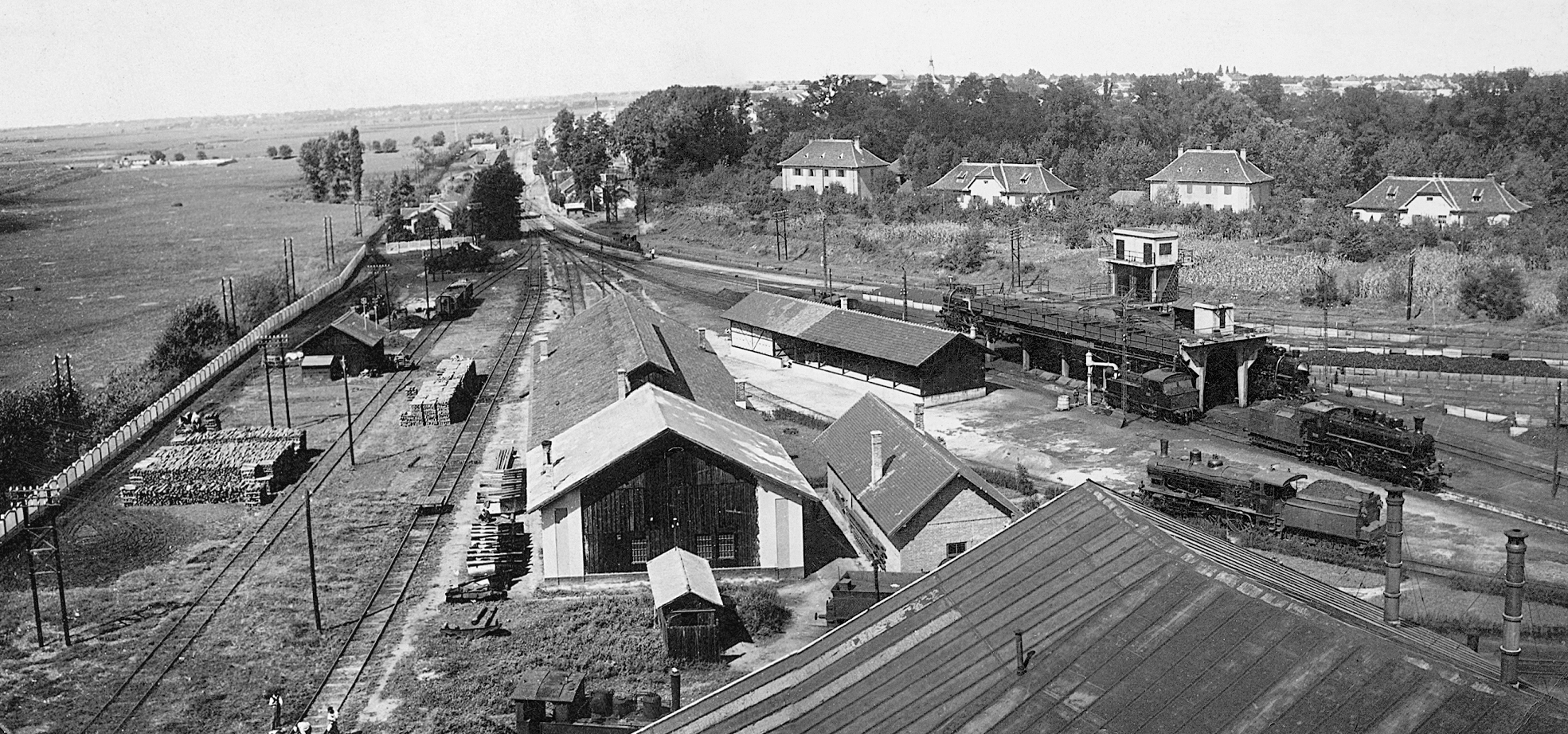
Panoráma a dombóvári fűtőház víztornyából Kaposvár felé – 1936

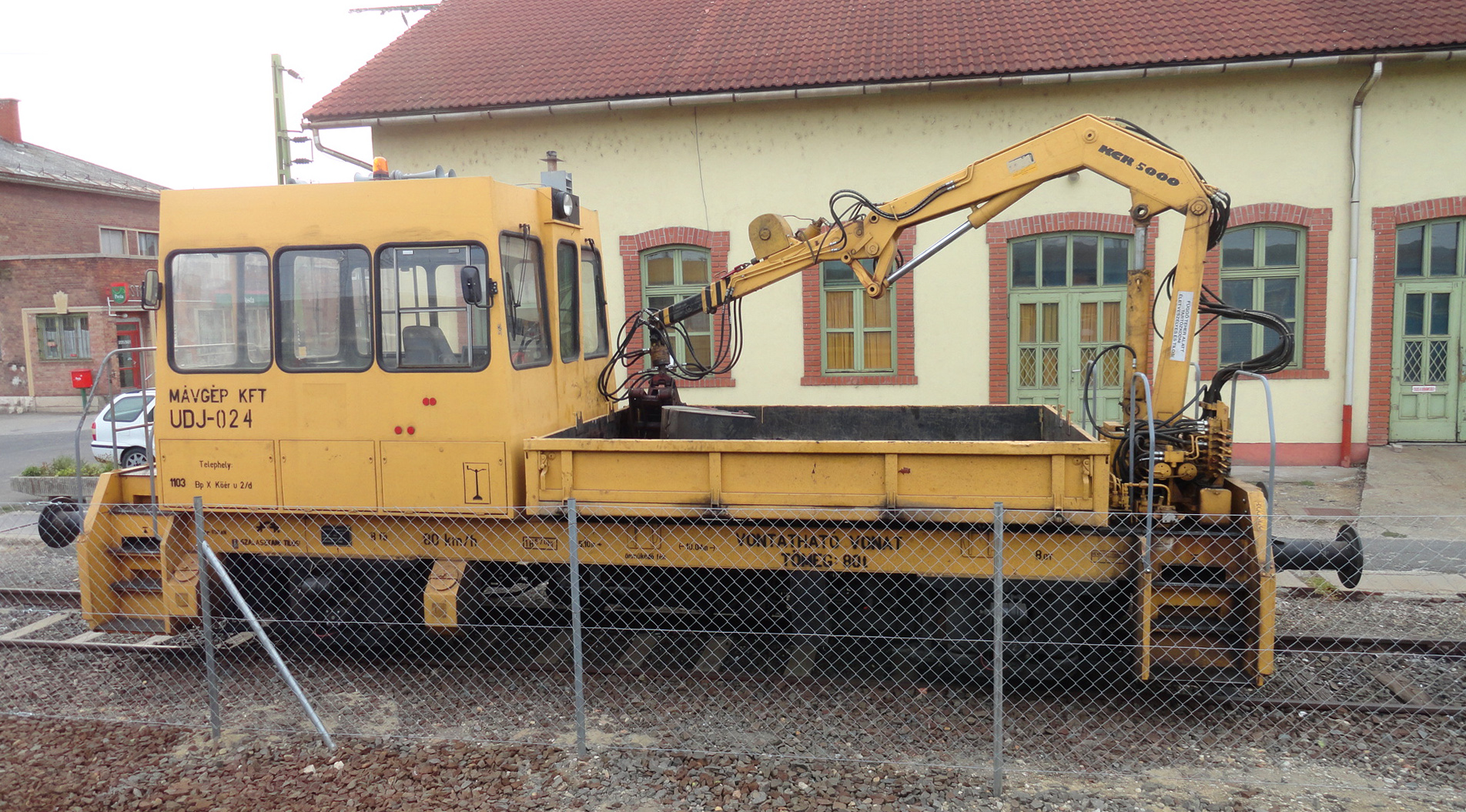
MÁV munkagép

Dombóvár igazi fejlődését a vasútépítés hozta meg. 1872-ben készült el a Dombóvár-Zákány, majd következő évben a Dombóvár-Bátaszék–Baja vonal. 1882-ben adták át a Budapest–Pécs közötti vasútvonalat, amely Újdombóvárt érintette. 1906-ban nyílt meg a Dombóvár-Veszprém közötti vasútvonal. 1908-ra építették át Újdombóvárra a bátaszéki vonalat, ezáltal Dombóvár az ország egyik legfontosabb és legnagyobb vasúti csomópontja lett.
Súlyosan érintette a várost az első világháború kitörése. Amellett, hogy a tervezett beruházásokat el kellett halasztani, a frontra kiküldött dombóvári katonák tömegesen estek el, vagy sebesültek meg. Szepessy László költő 1915. augusztus 1-jén esett el a doberdói fennsíkon, az alig egy évvel azelőtt létrejött gimnázium tanárai közül a fronton vesztette életét Regula Antal és Schneider András.
A Tanácsköztársaság kikiáltása után Dombóváron is létrejött a direktórium, tagjai Gyenis Antal iskolaigazgató, Molnár György rajztanár és Udvari Vince MÁV-kalauz voltak. A kommün bukása után mindhármukat kivégezték. A trianoni békediktátum Tolna vármegyét közvetlenül nem érintette.
A két világháború közötti Horthy-korszak fő célja a gazdaság és a kultúra föllendítése, továbbá az elvesztett területek visszaszerzése volt. A mai Újdombóvár városrész kialakulása 1919-ben kezdődött, amikor az Esterházy-birtokból 200 kataszteri holdat kimértek 591 építési teleknek. A település 1945-re gyakorlatilag felépült.
1925-re felhúzták az 1903-ban alapított Szent Orsolya-rendi zárdainternátus épületét Möller Károly tervei szerint, ahol 1959 -ig – Kaposvárra történt áthelyezéséig – tanítóképzés is folyt.
Ugyancsak 1925-ben adták át az Ipartestület mozgószínházát és vendéglőjét. 1927-re készült el az újdombóvári községháza Dvorzsák Rezső építész tervei alapján. 1929-ben átadták az Esterházy Miklós Nádor Gimnázium épületét, mely Alpár Ignác tervei alapján készült. Ugyanebben az évben adták át rendeltetésének a református templomot, a következő évben pedig elkészült az evangélikus templom. Ugyanabban az évben kezdődött meg a tanítás az újdombóvári iskola újonnan átadott épületében.
1934-ben szentelték fel az újdombóvári katolikus templomot, amelynek tervezője Fábián Gáspár műépítész volt. Egy évvel korábban adták át a városi strandfürdőt is.
A második világháború ugyancsak jelentős veszteséget okozott a városnak. A zsidók 1944-ben történt elhurcolásának 541 áldozata volt.
1944. december 1-jén a bevonuló szovjet katonák mintegy 30 polgári személyt lemészároltak, ugyanennyit pedig – főleg németes nevük miatt – elhurcoltak. A világháborús emlékmű 217 áldozatot sorol fel.

### A második világháború után

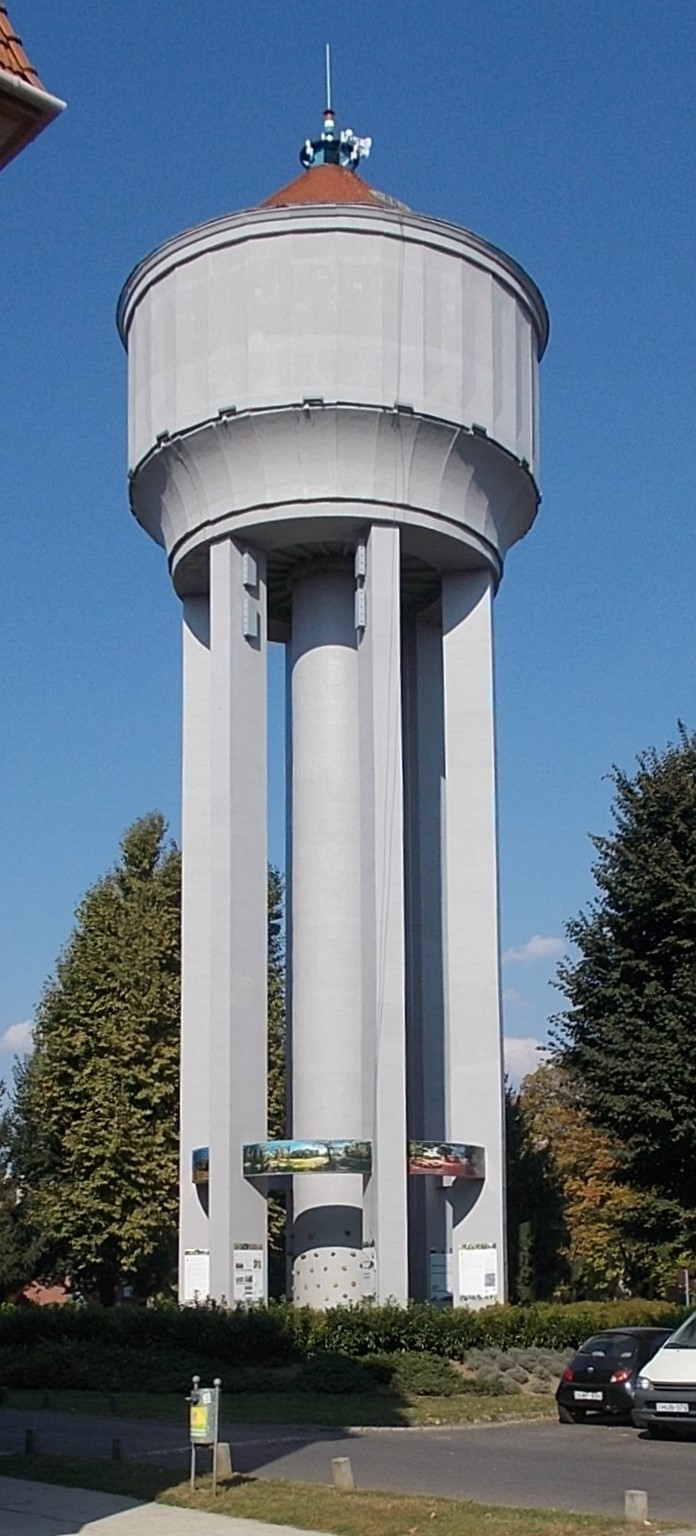
Víztorony – 1958

A második világháborút követő koalíciós éveket 1948-tól a kommunista diktatúra váltotta fel.
1956-ban a községben is népmozgalmat váltott ki a budapesti október 23-i események híre. Október 25-én mintegy 500 tüntető vonult a tanácsháza elé, és követelésükre a tanács lemondott. Megválasztották a Forradalmi Bizottságot, melynek elnöke Kovács Gyula bejelentette, hogy Antal István tanácselnök a helyén marad, egyben a fegyverek kiosztását meghiúsította. Ennek köszönhető, hogy a forradalom mindvégig vérontás nélkül zajlott. Október 26-án nagygyűlést szerveztek a szovjet emlékmű elé, ennek során az obeliszket – annak ellenére, hogy a pártbizottság rendeletére a vörös csillagot már levésték róla – ledöntötték.
A szovjet csapatok minden ellenállás nélkül foglalták el a községet november 4-én. A forradalmi tanács tagjait a Szovjetunióba, (Ungvárra) hurcolták. Szabadulásuk is rendhagyó volt, mivel Antal István tanácselnök és Daradics Béla a pártbizottság titkára személyes közbenjárására bocsátották őket szabadon, amikor már a kaposvári börtönben voltak. Hazaérkezésüket – Antal István visszaemlékezése szerint – nagyobb tömeg üdvözölte, mint amikor a forradalmi tanácsot megválasztották.
Dombóvár és Újdombóvár közigazgatási egyesítése 1946-ban történt meg. Az 1960-as–1970-es években, az ötéves tervek keretében több üzemben korszerűsítésre és új üzemek létesítésére került sor. Így jött létre a kenyérgyár, a kesztyűgyár, a Láng Gépgyár és a Pátria Nyomda, majd a Csavaripari Vállalat. 1969. december 19-én került átadásra a dombóvári kórház, ma Szent Lukács orvos-evangélista nevét viseli.
1970. április 1-jén Dombóvárt várossá nyilvánították, ami újabb lendületet adott az iparnak és a kereskedelemnek. Áruház, szálloda, művelődési ház, új iskolák épültek, torna- és sportcsarnokok létesültek. 1973. május 19-én adták át a város legfőbb idegenforgalmi vonzerejét jelentő Gunaras termál-, és gyógyfürdőt (1933. július 30-án adták át a dombóvári uszodát).

## Közélete

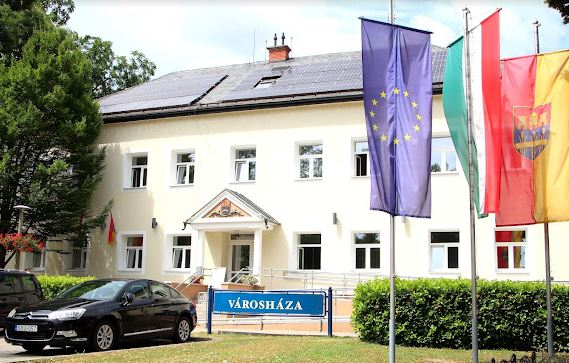
A városháza

### Polgármesterei
- 1990–1993: dr. Fazekas István (KDNP)[14][15]
- 1993–1994: dr. Szabó Imre (nem ismert)[16][17]
- 1994–1998: Tóth Attila (MSZP–SZDSZ)[18]
- 1998–2002: Tóth Attila (MSZP)[19]
- 2002–2006: Szabó Loránd (MSZP–SZDSZ–Centrum-1445)[20]
- 2006–2009: Szabó Loránd (MSZP–SZDSZ-Sz. Dombóvárért)[21]
- 2009–2010: Patay Vilmos (Fidesz–KDNP)[22]
- 2010–2014: Szabó Loránd (független)[23]
- 2014–2019: Szabó Loránd (Természetesen)[24]
- 2019–2024: Pintér Szilárd (Fidesz–KDNP)[25]
- 2024– : Pintér Szilárd (Fidesz–KDNP)[1]

1993 júniusában belső viszályokra hivatkozva lemondott Fazekas István polgármester, helyére július 1-jétől Szabó Imrét választotta meg a képviselő-testület. A településen 2009. október 11-én időközi polgármester-választást tartottak az előző polgármester lemondása miatt.

### Országgyűlési képviselők
- Fehérvári Tamás (Fidesz-KDNP)
- Herbst János (Fidesz-KDNP)
- Patay Vilmos (Fidesz-KDNP)
- Szabó Imre (MSZP)
- Tóth Gyula (MSZP)

## Gazdaság

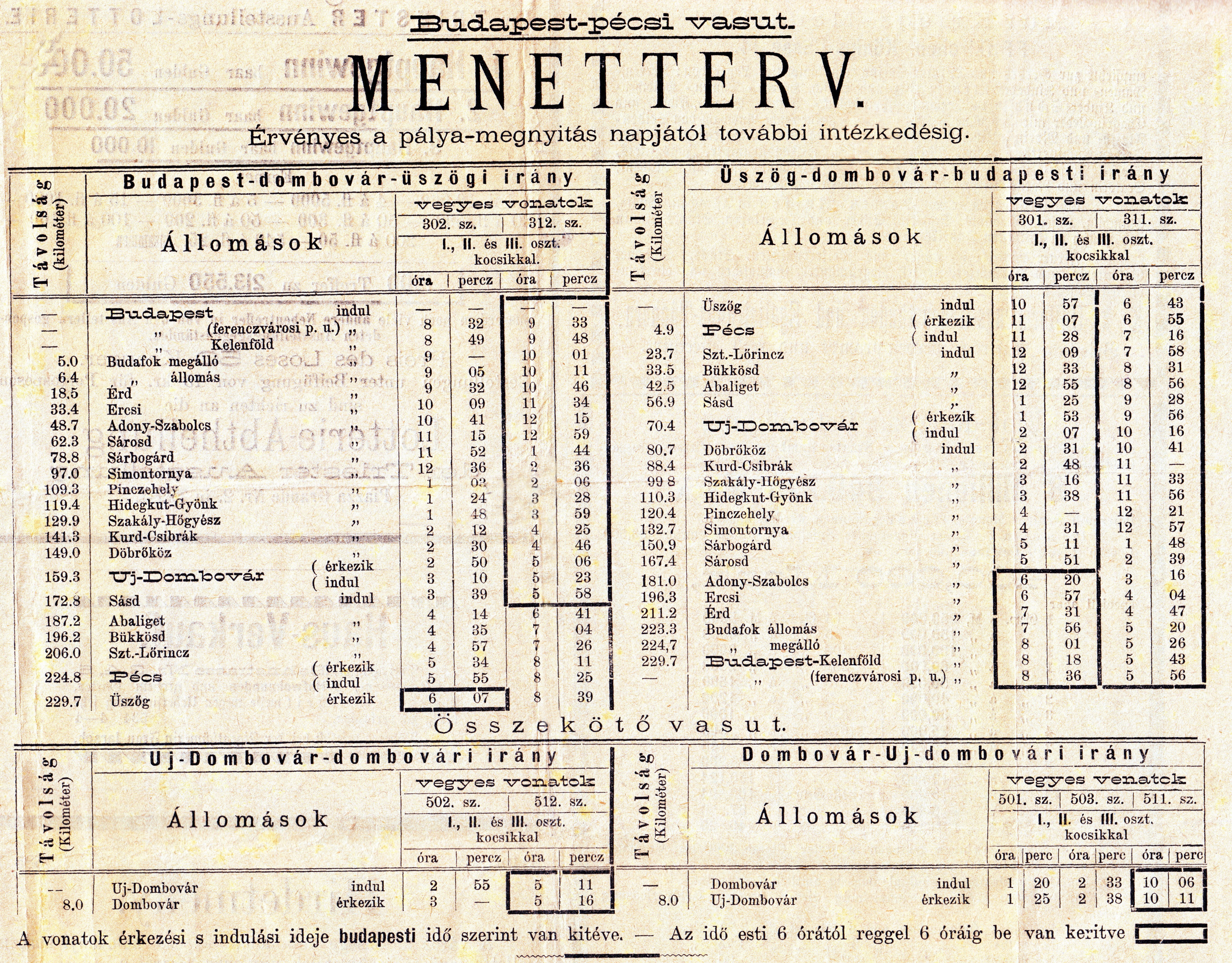
A Budapest-Újdombóvár vonal első menetrendje, 1882

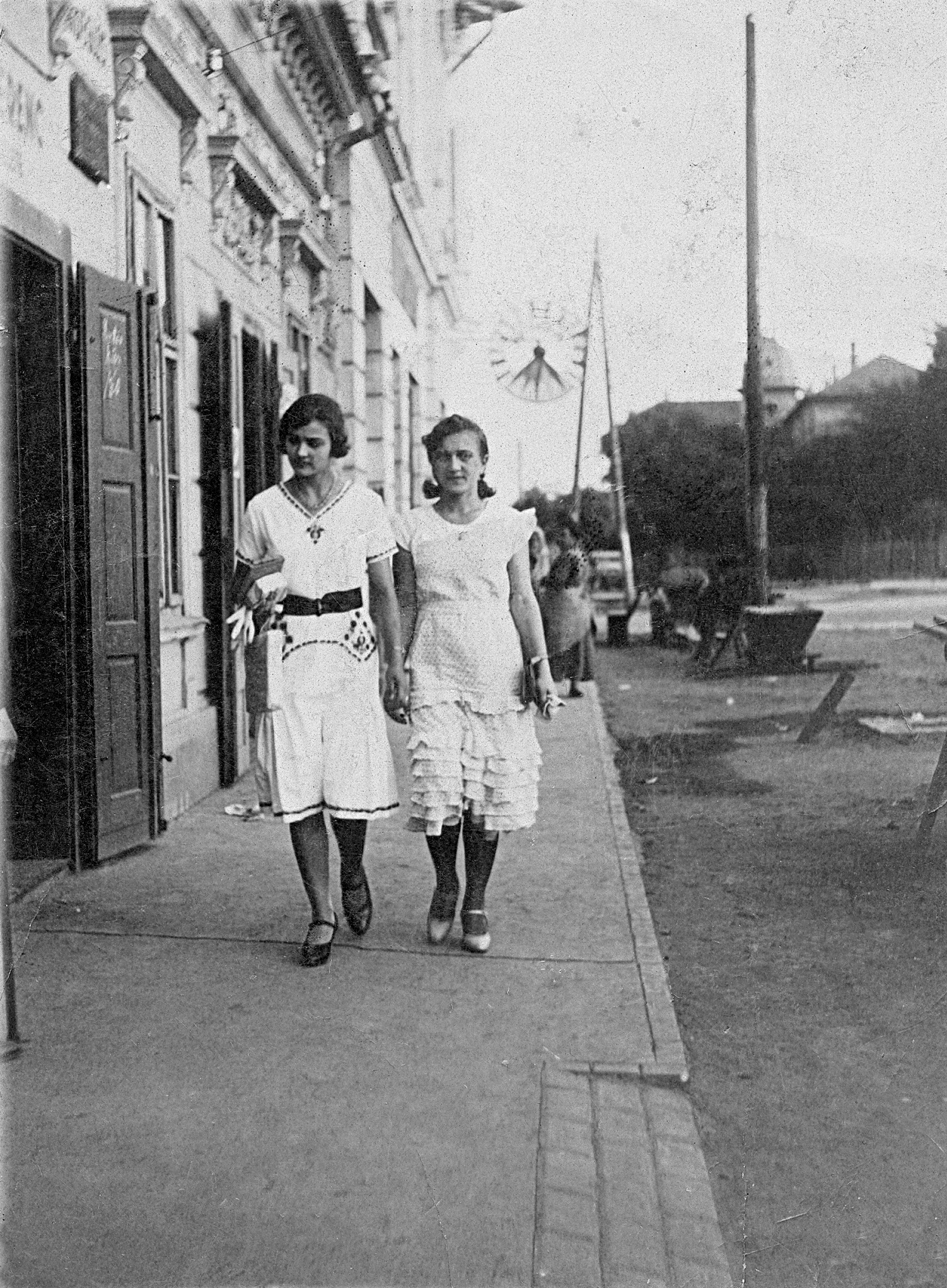
Hunyadi tér, balra a Schmidt-kocsma, mögötte a Rothermel ház

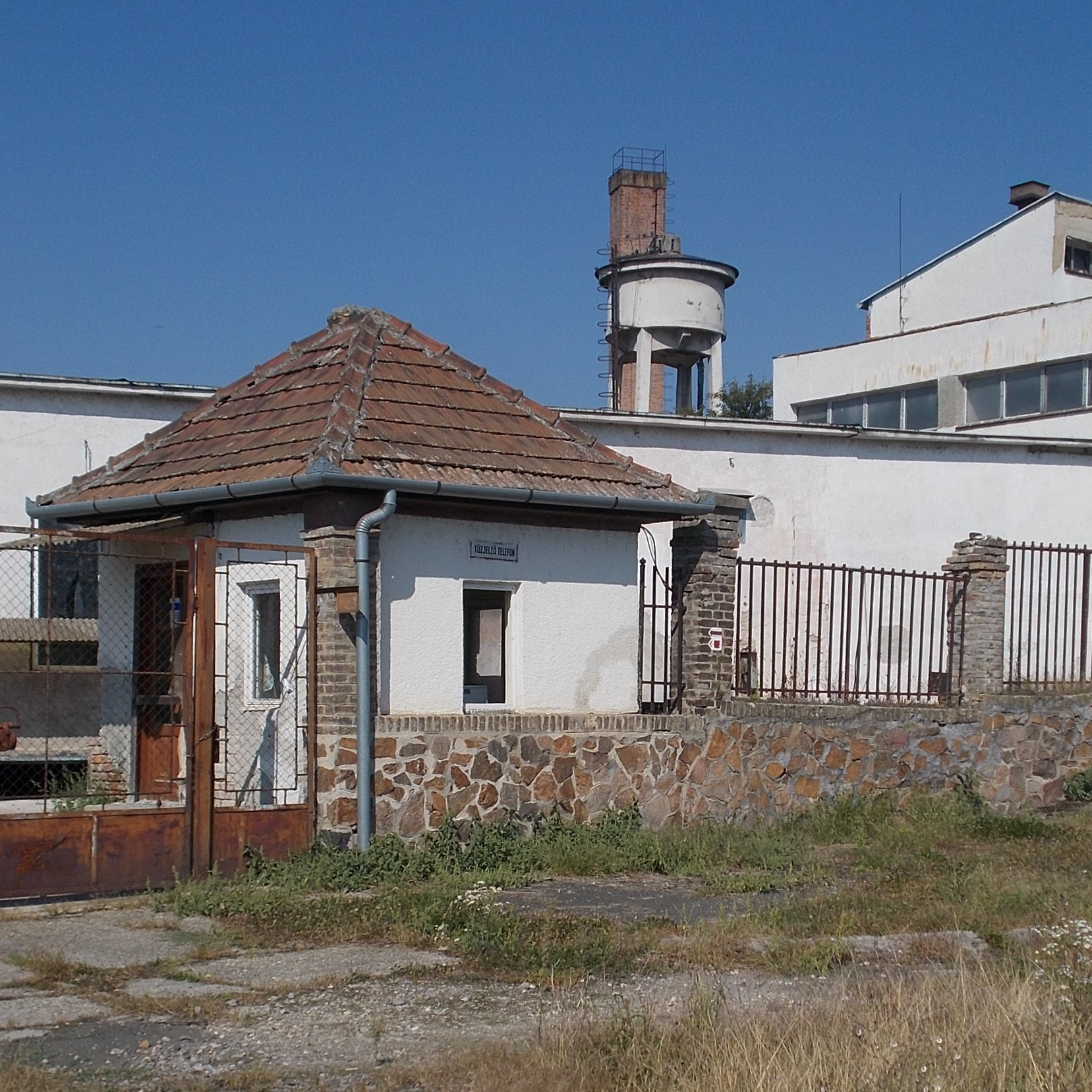
A volt tejüzem

A vasútvonalak 19-20. századi kiépülésével teljes mértékben megváltozott a korábban mezőgazdasági jellegű Dombóvár élete. Az addig falusias szerepkört betöltő településen ipari üzemek létesültek, megváltozott a község közigazgatási helyzete, és a sok változás mellett a környék kulturális vezető szerepét is magához ragadta.
1900 novemberében kezdte meg működését a Hungária Vajkiviteli Rt. dombóvári központja. Legfőbb terméke a minőségi vaj volt, amellyel az országos kiállításon aranyérmet nyert. A napi 16-20 mázsa vaj jelentős része külföldi piacra került. 1961-től központosítás ürügyén az üzemet leépítették, a vajgyártó részlegét áthelyezték Kaposvárra.
1912-ben alapította meg Dőry Etelka a Dőry Konzervgyárat, amely a háborús szállítások révén gyors fejlődének indult. Az 1930-as években már 100 munkást foglalkoztatott, a nyári és őszi idényben alkalmanként 350-600 fő is munkát kapott. Termékei – a különböző befőttek, lekvárok, kandírozott gyümölcsök – Európa-szerte közkedveltek voltak, sőt még Dél-Amerikába is exportáltak belőlük. A második világháború után a gyárat népgazdasági indokokra hivatkozással leállították, a gépeket leszerelték, és elszállították.
1914-ben jött létre a MÁV Talpfatelítő Vállalat. Az európai, sőt világhírű MÁV a 20. század elejétől az egyre növekvő hosszúságú vasúti pályák építéséhez és fenntartásához szükséges telített vasútitalpfa-igényét a saját üzemeiből látta el. A dombóvári üzemben a mai viszonyokhoz képest is jelentős mennyiségű talpfát „telítettek”, a kor technikai színvonalának élvonalába tartozó berendezésekkel.
Esterházy herceg 1925-ben Újdombóváron létesített gőzmalmot. Az üzemet iparvágánnyal és keskenyvágánnyal is ellátták, így a nagy mennyiségű gabonát vasúton lehetett a malomba szállítani.

### Vállalkozások2020

#### Önkormányzati vállalatok

##### Vegyes vállalatok
1. Dombóvári Szociális és Gyermekjóléti Intézményfenntartó Társulás, elnök: Németh Tímea dr. -- al-polgármester
2. Dombóvár és Környéke Többcélú Kistérségi Társulás, elnök: Pintér Szilárd – polgármester
3. Dombóvár és Környéke Kistérségi Ivóvízminőség-javító Társulás, elnök: Pintér Szilárd – polgármester
4. Dombóvár Térségi Szennyvízkezelési Önkormányzati Társulás, elnök: Pintér Szilárd – polgármester
5. Mecsek-Dráva Regionális Szilárdhulladék Kezelő Rendszer Létrehozását Célzó Önkormányzati Társulás, elnök: Páva Zsolt

##### Csak önkormányzati vállalkozások
1. Dombóvári Városgazdálkodási Nonprofit Kft.
2. Dombó-Land Térségfejlesztő Kft.
3. Tinódi Ház Közművelődési Nonprofit Kft.

##### Önkormányzati közalapítványok
1. Hamulyák Közalapítvány
2. Dombóvári Szociális Lakásalap Alapítvány

#### A legnagyobb vállalatok bevétel alapján[27]
1. VIESSMANN TECHNIKA DOMBÓVÁR Kft., alkalmazottak: 338 fő
2. AGRÁR-BÉTA Kft., alkalmazottak: 45 fő
3. DOMBÓ-COOP Zrt., alkalmazottak: 23 fő
4. KJK-AGROTEAM Kft., alkalmazottak: 9 fő
5. RÓNA Kft, alkalmazottak: 25 fő

#### Ipartörténeti érdekesség

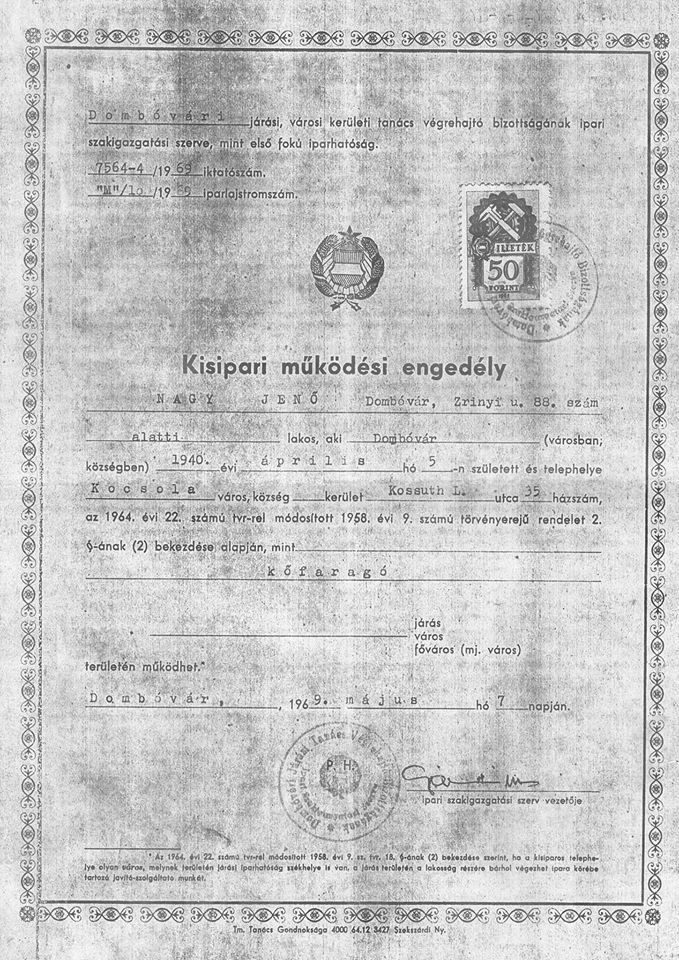
Kisipari működési engedély – 1969

- Degovics István (Kaposvár, 1856 – Dombóvár, 1936. október 12.) cukrászmester, Kaposvárról költözött Dombóvárra, mert Dombóváron ekkor még nem volt cukrászat. Fia Degovics Jenő 1956-ig vitte a vállalkozást.
- Ivanich Antal (Baté, 1868 – Dombóvár, 1943) a város első villanytelepének megépítője 1905. december 17-én.
- Rákóczi János (1897–1966) cukrász, mesterszakács a Rákóczi-túrós lepény megálmodója és elkészítője
- Kuti József (1913–2013) cukrászmester, 1938-ban alapította cukrászdáját Dombóváron, mestere Rákóczi János volt
- Bíró Péter cukrászmester
- Balogh István szikvíz-készítő, 1942-ben alapította vállalkozását Dombóváron, ifj. Karászi Imre unoka viszi tovább a vállalkozást[28]
- Nagy Jenő (Újdombóvár, 1940. április 5.) kőfaragó, 1969-ben alapította vállalkozását, ma a Steinmetz Bt. szakmai vezetője, unokája Kornél viszi tovább a vállalkozását
- Bujáki Attila (Dombóvár, 1954. november 9. – Dombóvár, 2001. szeptember 10.) cukrászmester, 1983-ban alapította cukrászdáját Dombóváron, családja viszi tovább vállalkozását, mestere Kuti József volt
- Gábor Sándor cukrászmester, a Magyar Rapszódia és a Sisi bon-bon megálmodója, elkészítője
- Kissler Sörfőzde 1993-ban alapította Kiss László és felesége, a Gunarasi Sör és a Dombó Pál Sör készítője, forgalmazója

## Népesség
A 2011-es népszámlálás során a lakosok 87,8%-a magyarnak, 1,9% cigánynak, 0,2% horvátnak, 2,9% németnek mondta magát (12,1% nem nyilatkozott; a kettős identitások miatt a végösszeg nagyobb lehet 100%-nál). A vallási megoszlás a következő volt: római katolikus 53,5%, református 3,4%, evangélikus 2,1%, görögkatolikus 0,1%, felekezeten kívüli 15,9% (23,9% nem nyilatkozott).
2022-ben a lakosság 89,2%-a vallotta magát magyarnak, 2,2% németnek, 1,7% cigánynak, 0,2% ukránnak, 0,2% horvátnak, 0,1-0,1% románnak, görögnek, örménynek és bolgárnak, 2,1% egyéb, nem hazai nemzetiségűnek (10,3% nem nyilatkozott; a kettős identitások miatt a végösszeg nagyobb lehet 100%-nál). Vallásuk szerint 42% volt római katolikus, 2,7% református, 1,9% evangélikus, 0,2% görög katolikus, 1,2% egyéb keresztény, 1,1% egyéb katolikus, 12% felekezeten kívüli (38,7% nem válaszolt).
Lakók száma: 18555 személy
Lakottság: 236 fő/km²
Lakás szám: 8387 db
A település népességének változása:
| Év   | Lakosságszám (fő) | Változás (fő) |
| ---- | ----------------- | ------------- |
| 1870 | 3397              | -             |
| 1880 | 4778              | +1381         |
| 1890 | 5885              | +1107         |
| 1900 | 7480              | +1595         |
| 1910 | 10 480            | +3000         |
| 1920 | 12 471            | +1991         |
| 1930 | 13 953            | +1482         |
| 1941 | 13 134            | - 819         |
| 1949 | 14 097            | + 963         |
| 1960 | 15 811            | +1714         |
| 1970 | 17 229            | +1418         |
| 1980 | 20 459            | +3230         |
| 1990 | 21 183            | + 724         |
| 2001 | 20 852            | - 331         |
| 2011 | 19 011            | -1841         |
| 2015 | 18 688            | - 323         |
| 2017 | 18 851            | + 163         |
| 2018 | 17 995            | - 856         |

### Dombóvár és Újdombóvár egyesülése

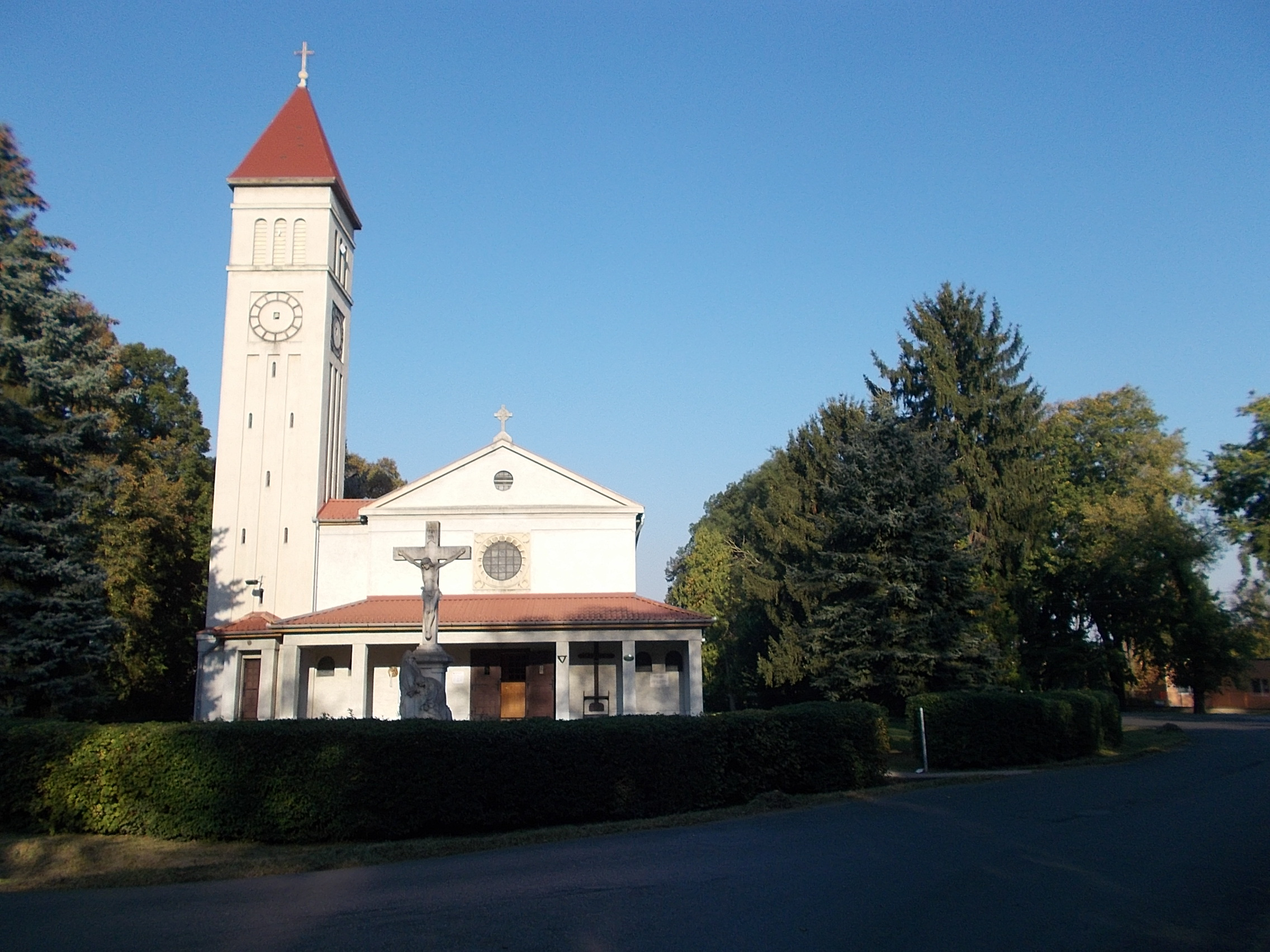
Az újdombóvári templom és Fetter Károly kőkeresztje

Dombóvár és Újdombóvár-Dalmand két külön település volt. A települések 1946-ban egyesültek, de Dalmand önálló település lett 1949-ben.

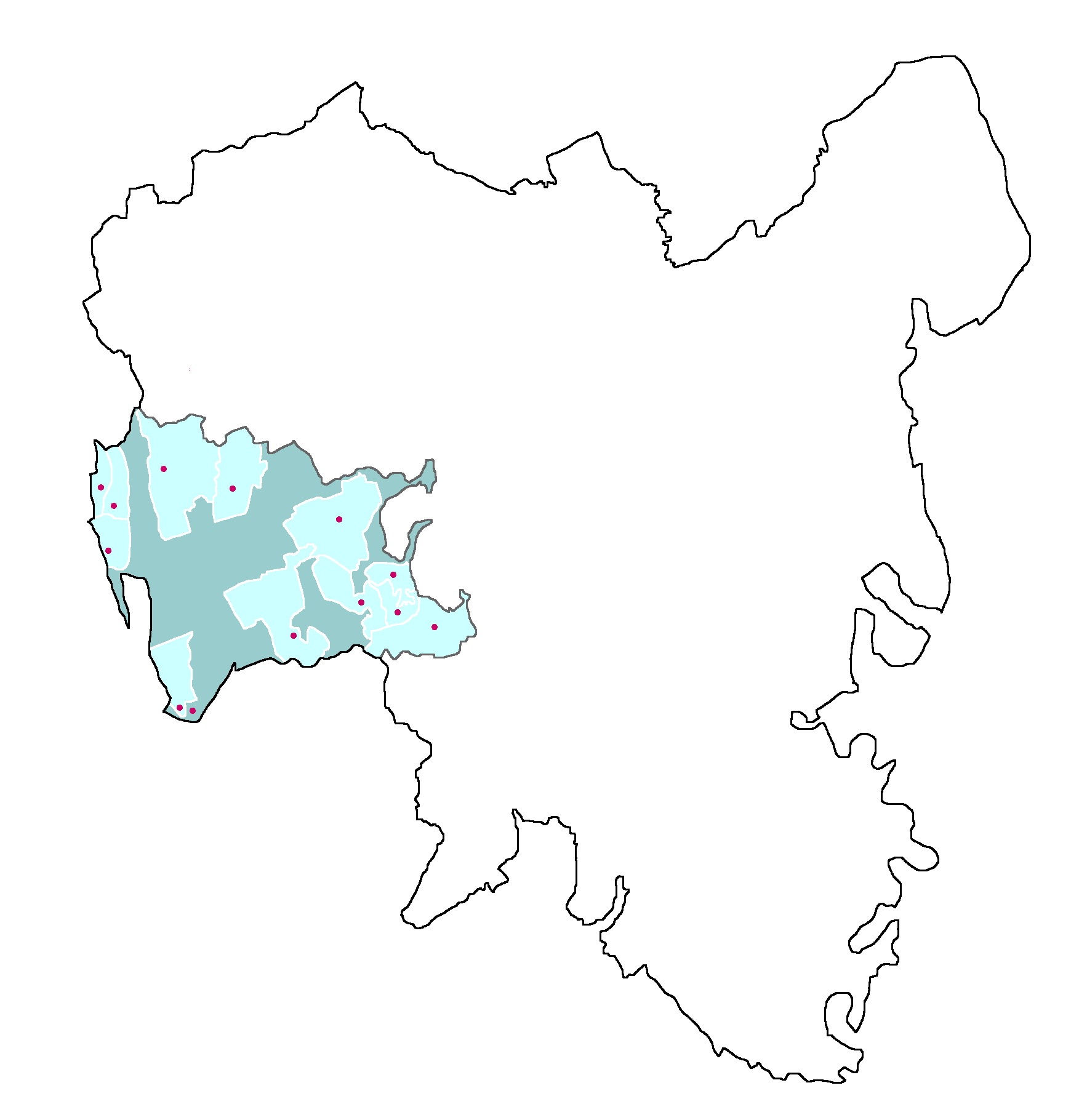
Újdombóvár

| Lakosok száma | 19 067 | 18 849 | 17 995 | 17 760 | 17 259 | 17 300 | 17 041 |
|               | 2013   | 2014   | 2018   | 2021   | 2022   | 2023   | 2024   |

### Egyházak

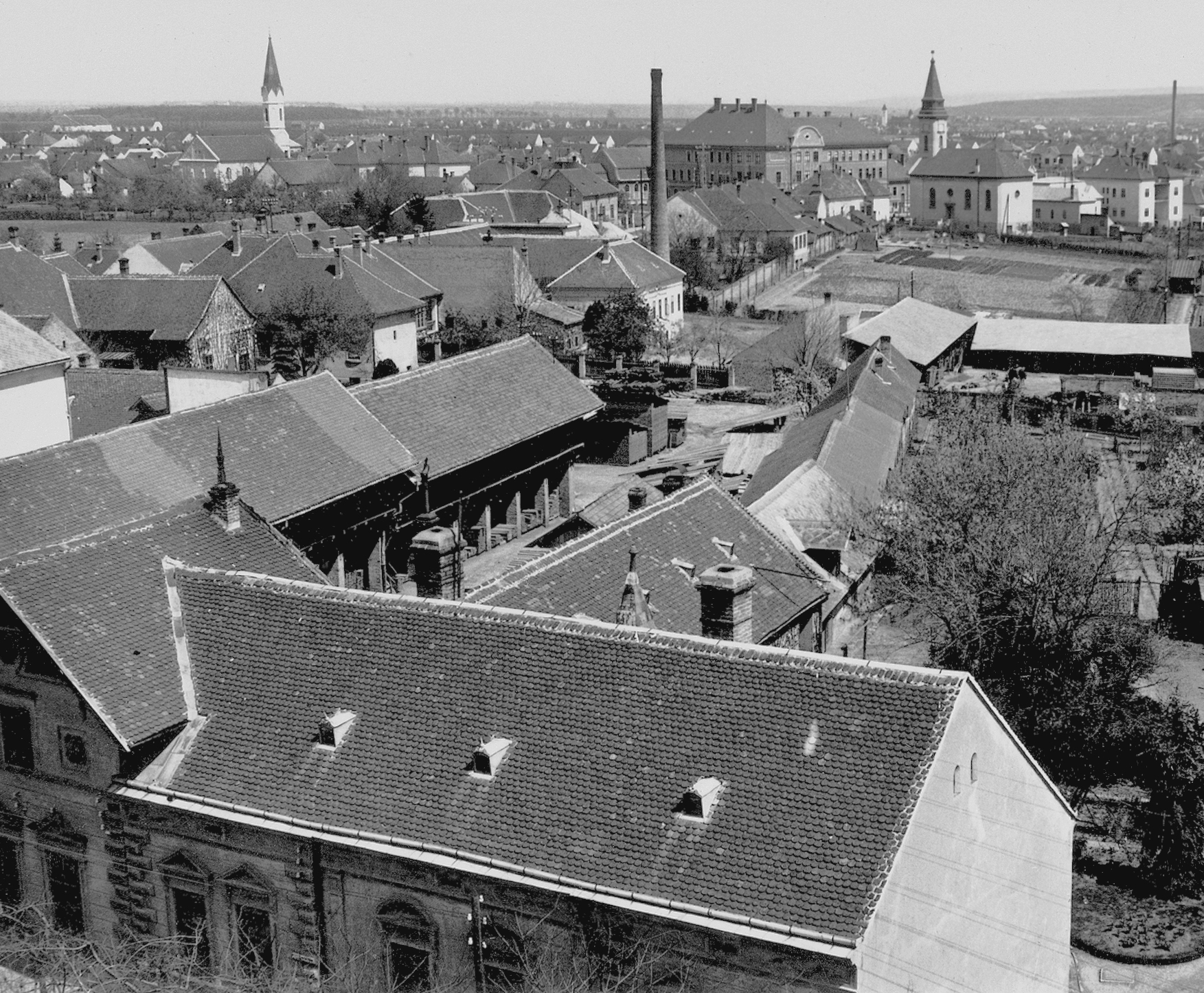
Balra az evangélikus templom, középen az Illyés Gyula Gimnázium, jobbra a református templom

1. Magyar Katolikus Egyház
2. Magyarországi Református Egyház
3. Magyarországi Evangélikus Egyház
4. Magyarországi Metodista Egyház
5. Hit Gyülekezete
6. Magyar Baptista Egyház

### Nemzetiségi önkormányzatok
1. Dombóvári Német Nemzetiségi Önkormányzat
2. Dombóvári Roma Nemzetiségi Önkormányzat
3. Dombóvári Horvát Nemzetiségi Önkormányzat
4. Dombóvári Örmény Nemzetiségi Önkormányzat (felszámolás alatt!)

### Civil szervezetek
1. „Cinege Cipője” Alapítvány
2. „Életet az éveknek” Közhasznú Alapítvány
3. „Help-Dombóvár” Egyesület
4. JALINGVA József Attila Ált. Isk. Idegen Nyelv Tanításért Alapítvány
5. Nauzika Szeme Fénye Alapítvány
6. Nők Dombóvárért Egyesület
7. Puer nats est nobis- Gyermek adatott nekünk Alapítvány
8. Tolna Megye Természeti értékeiért Alapítvány
9. Alkony-Támasz Alapítvány
10. Diákjainkért Alapítvány
11. Az Ifjúság Zenei Neveléséért Alapítvány
12. Dombóvár Radiológiáért Alapítvány
13. Dombóvári ILCO Egyesület
14. Dombóvári Ipartestület
15. Dombóvári Kertbarát Egyesület
16. Dombóvári Nyugdíjasok Érdekvédelmi Egyesülete
17. Dombóvári Ózon Asztma Egyesület
18. Kapos- hegyháti Natúrpark Egyesület
19. Dombóvári Polgárőr Egyesület
20. Dombóvári Székely Kör
21. Dombóvári Szociális Lakásalap Alapítvány
22. Dombóvári Zenész Egyesület
23. Galamb és kisállattenyésztő Egyesület
24. Margaréta a Gyermekekért Alapítvány
25. Gyöngyszem Alapítvány
26. Játékvár Alapítvány
27. Jövő Emberkéje Alapítvány
28. Kisbarát Alapítvány (Erzsébet Ovi)
29. M-12 Dombóvári Postagalamb Sportegyesület
30. Magyarországi Német Nemzetiségűek Egyesülete
31. MME 28.sz. Dombóvári Csoportja
32. Presidium Közhasznú Egyesület
33. Újkezdet Roma Egyesület
34. Viharmadár Önkéntes Mentő Egyesület
35. Százszorszép Alapítvány
36. Dombóvári Kutyás Egyesület
37. Dombóvári Magyar Izraelita Baráti Társaság
38. Fekete István Kulturális Egyesület
39. Dombóvári Szívklub Egyesület
40. Dombóvár-Kernen i.R. Baráti Kör Egyesülete
41. Dombó-Dog Centrum Kutyás Sport Egyesület
42. Dombóvári Városszépítő és Városvédő Közhasznú Egyesület
43. Kapos Alapítvány
44. Dombóvári Ifjúsági Fúvószenekar KHE
45. Dombóvári Apáczai Alapítvány
46. PRO Dombóvár Egyesület
47. Dombóvári Örmény Nemzetiségi Egyesület
48. HB Dombóvári Blockflöte Egyesület
49. Hospital Alapítvány
50. PC 424 Dombóvári Pipaklub
51. DURA Dombóvári Eszperantó Barátok
52. Dombóvár 2004. Egyesület

### Dombóváron működő önkormányzati és egyéb fenntartású intézmények

#### Óvodák és bölcsőde
- Dombóvári Szivárvány Óvoda Tündérkert Bölcsődéje[34]
- Dombóvári Szivárvány Óvoda[35]
- Dombóvári Szivárvány Óvoda Zöld Liget Tagóvodája
- Dombóvári Szivárvány Óvoda Százszorszép Tagóvodája
- Margaréta Református Óvoda[36]
- Dombóvári Árpád-házi Szent Erzsébet Katolikus Óvoda[37]

#### Általános iskolák, pedagógiai szakszolgálat
- Dombóvári Cséry Lajos Evangélikus Iskola [38]
- Dombóvári József Attila Általános Iskola[39]
- Szent Orsolya Bencés Iskolaközpont [40]
- Tamási Egységes Gyógypedagógiai Módszertani Intézmény Móra Ferenc Általános Iskolája[41]
- Tolna Vármegyei Pedagógiai Szakszolgálat Dombóvári Tagintézménye[42]

#### Középiskolák
- Tolna Vármegyei SZC Apáczai Csere János Technikum és Kollégium [43]
- Magyar Máltai Szeretetszolgálat Esterházy Miklós Technikum [44]
- Dombóvári Illyés Gyula Gimnázium

#### Kulturális intézmények
- Földi István Könyvtár
- Tinódi Művelődési Ház
- Helytörténeti Gyűjtemény

#### Szociális és gyermekvédelmi intézmények
- Dombóvári Egyesített Humán Szolgáltató Intézmény
- Magyar Máltai Szeretetszolgálat Gondviselés Háza Arany Sziget Idősek Otthona
- PRESIDIUM Közhasznú Egyesület

#### Egészségügyi intézmény
- Dombóvári Szent Lukács Kórház

## Nevezetességei

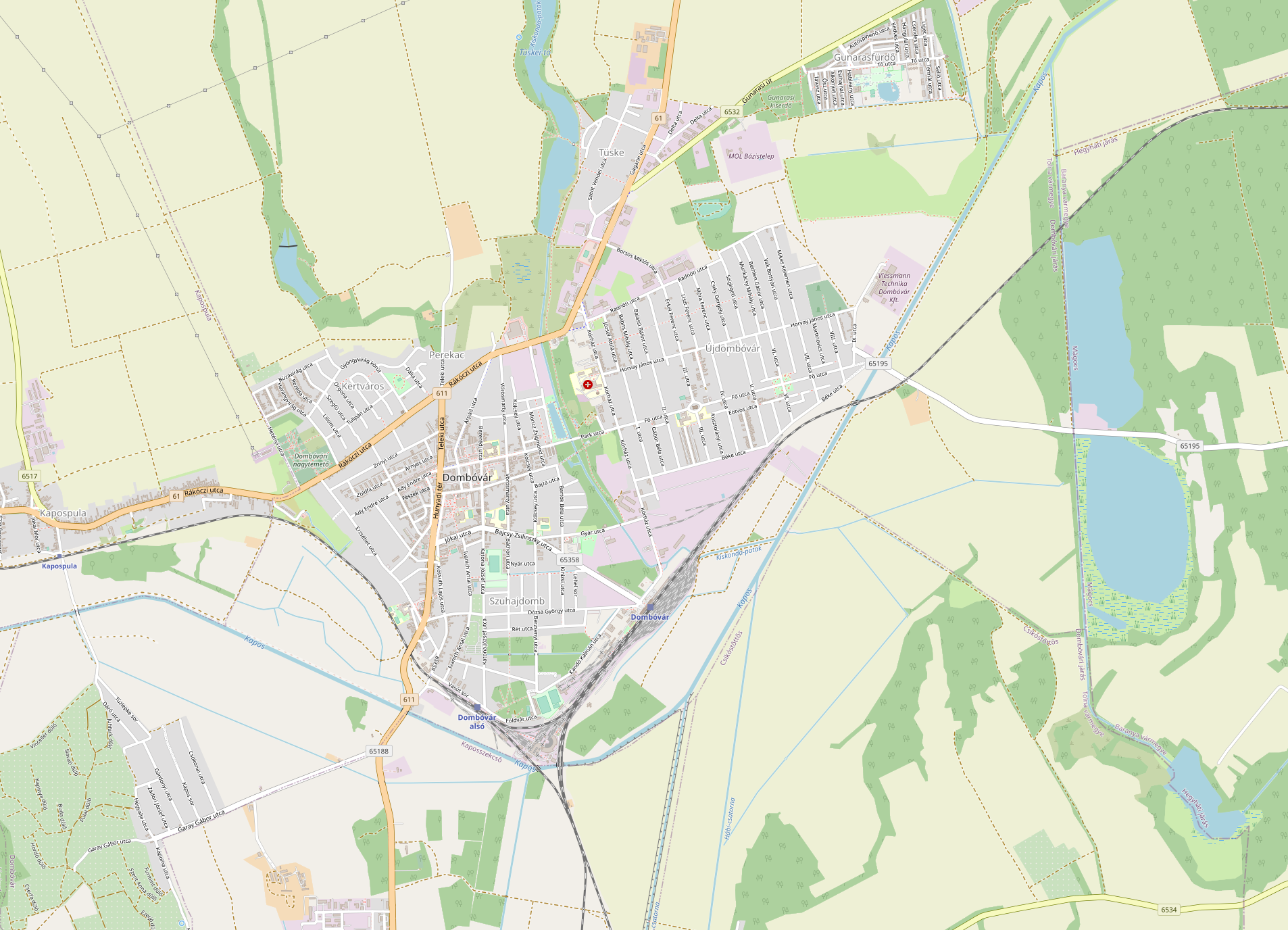
Dombóvár térképe

- Víztorony:[45][46] Dombóvár egyik jelképévé vált ipari létesítmény.
- Sváb Múzeum:[47] A dombóvári svábok életét bemutató terem.
- Természettudományi Bemutatóterem: 1991-től a Belvárosi Általános Iskola oktatóközponti tantermében nyert elhelyezést a megye madárvilágának egy részét bemutató anyag. A madártani anyagon kívül trófeák, tojás-, fészek-, termés-, bogár-, és lepkegyűjtemény is megtekinthető a tárlókban.[48]
- Természetvédelmi Bemutatóterem: Dombóvár zöldövezetének élővilágát mutatja be.
- Dombóvári Helytörténeti Múzeum
- Bélyeges tégla gyűjtemény – Őri Nándor gyűjteménye a sziget-erdei lakótoronyban
- Vasúttörténeti Múzeum: a valamikori vasutas óvóhely épületében található.
- Fekete István Múzeum
- A Sziget-erdő (Béke Park), öreg tölgyfákkal, virágos parkkal. Az első magyar kormány minisztereinek szobra ebben a parkban tekinthető meg. A monumentális kompozíció. Horvay János munkája az országban az egyedüli olyan alkotás, amely az első felelős magyar kormány tagjait ábrázolja. 1959-ben az itt élők összefogásának köszönhetően Dombóváron talált menedéket. Itt található az úgynevezett Dombóvári Reménykedő Fa, egy kocsányos tölgy is. Itt található Szuhay Mátyás kopjafája is, amely a park legöregebb fája elé került elhelyezésre.
- Dr. Habsburg Ottó Park: Habsburg Ottó – Dombóvár díszpolgára – hosszú éveken keresztül tagja volt az Európai Parlamentnek, sokat tett az Európai Unió bővítéséért, Magyarország csatlakozásáért. A páneurópai piknik fővédnökeként elévülhetetlen érdemei vannak a német újraegyesítésben, a berlini fal lebontásában. A parkba e tevékenységéről, valamint Dombóváron tett látogatásairól készült fotókból készült tabló került.
- Kispolgárok Parkja: 2007 óta azoknak a gyerekeknek, akiknek a szüleik kérik, ültetnek egy névre szóló fát.
- Hétkontinens Park: A bolygónkon található földrészek jellegzetes növényeit mutatja be az a kis belvárosi park, amelyet közmunkások segítségével alakítottak ki.
- A Tüskei-horgásztavak: halban gazdagon állnak a sporthorgászok rendelkezésére.
- Konda-völgy: A Konda-patak széles völgyével kettéosztja Ódombóvárt és Újdombóvárt. A patak duzzasztásával hozták létre a Tüskei Horgásztavat és a Szállásréti-tavat. Állomások: Természetvédelmi Bemutatóterem, az egykori kisvasút nyomvonala, Szállásréti-tó, Tüskei-tó
- Bontovai horgásztó: Dombóvár határában fekvő vízi paradicsom, ahol a fogd meg és engedd vissza elv elkötelezett hívei, kedvező áron hódolhatnak szenvedélyüknek.
- Dombói várrom (Gólyavár): Dombóvár határában, a Kapos partján található a dombói várrom, mely a mai Gólyavár elnevezést az itt fészket rakó madarakról kapta. A feltárások szerint egy jelentősebb reneszánsz épület állhatott itt. Dombó Pál itteni és döbröközi várában vizsgálta felül Werbőczy István Hármaskönyvét (Tripartitum), amely mű 1848-ig a jog mértékéül szolgált Magyarországon.[49]
- Gunarasfürdő: A Gunarasi Strand- és Gyógyfürdő híres gyógyüdülő, amely a kénes termálvízre települt.
- Szent Vendel-sziget: Gunarasfürdő területén található csónakázótavon található sziget, amelyen a szerelmesek egy lakatot kattinthatnak az ott kirakott szívre.
- Szelfi-pont: Egy különleges látványelem, mely Gunarasfürdő egykori hangulatát ábrázoló fényképes háttér.
- Szőlőhegyi Szent Anna-kápolna és -forrás: Az 1870-ben épült kápolnában már misét is tartottak. 1912-ben tornyot építettek neki. 1920-ban a Szőlőhegyet a Vásárosdombói Plébániához csatolták, mert közigazgatásilag Kaposszekcső része volt. Amikor Dombóvár városi rangot kapott, Szőlőhegyet hozzácsatolták. 1992-ben került a Dombóvári Plébániához.
- A Dombóvári Illyés Gyula Gimnázium az országban 2003-ban a 35. legjobb, ezzel a megyeszékhelyek és Budapest gimnáziumait kivéve a legjobb.[50] Sok híres ember tanult itt:

Híres öregdiákjainak listája
- Dombóvári Művelődési Ház: Tinódi Ház: 1979. április 3-án nyitotta meg kapuit, ahol színházi előadásokat is tartanak.
- Jézus Szíve Római Katolikus Templom: 1725-ben épült barokk stílusban
- 424-es gőzmozdony: 1943-as gyártású, a Dombóvár vasútállomás épülete és a Vasúttörténeti Múzeum között található.

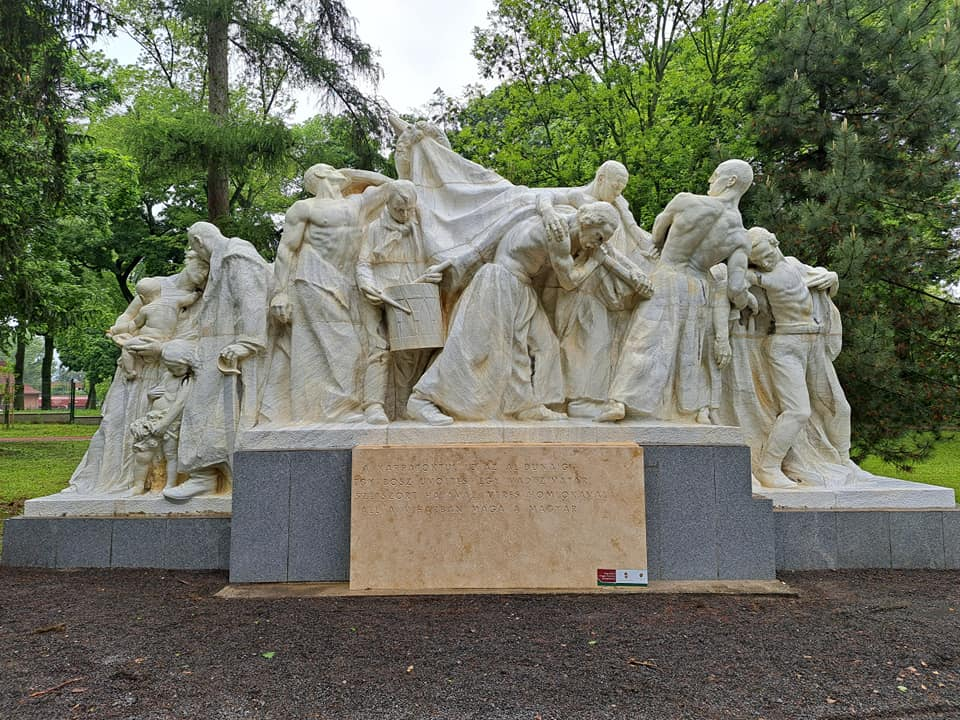
Eredeti Kossuth-szoborcsoport, Dombóvár
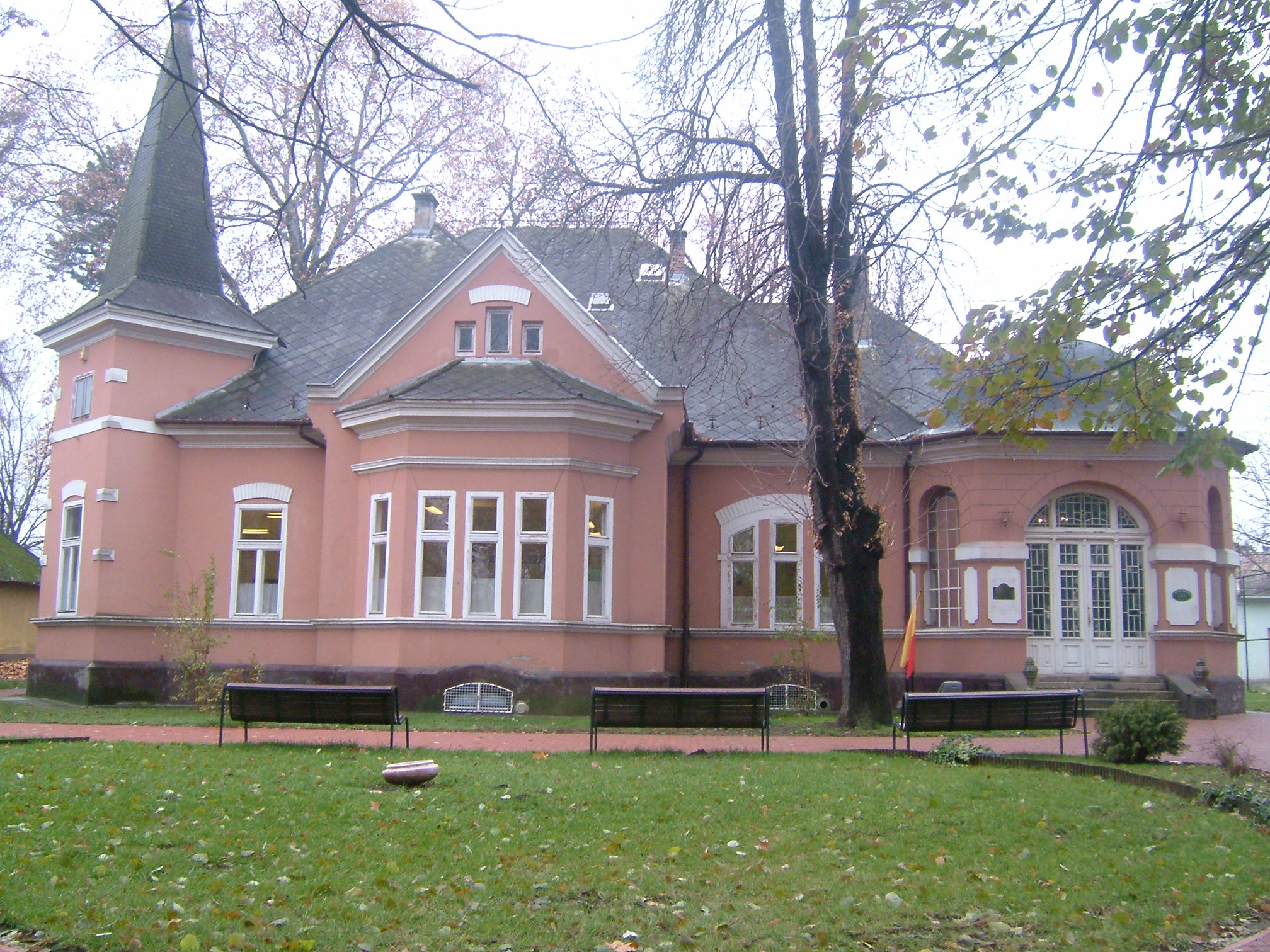
Helytörténeti Múzeum Dombóvár
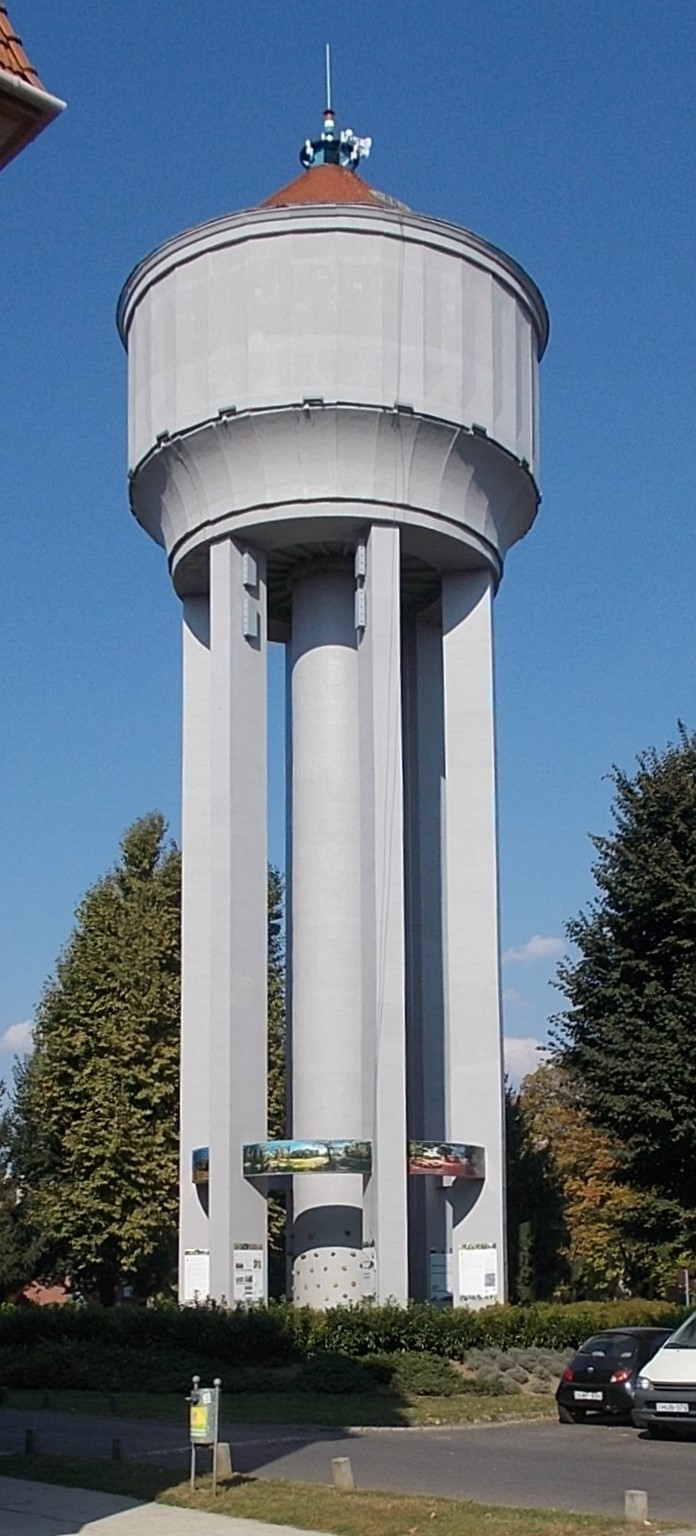
Víztorony
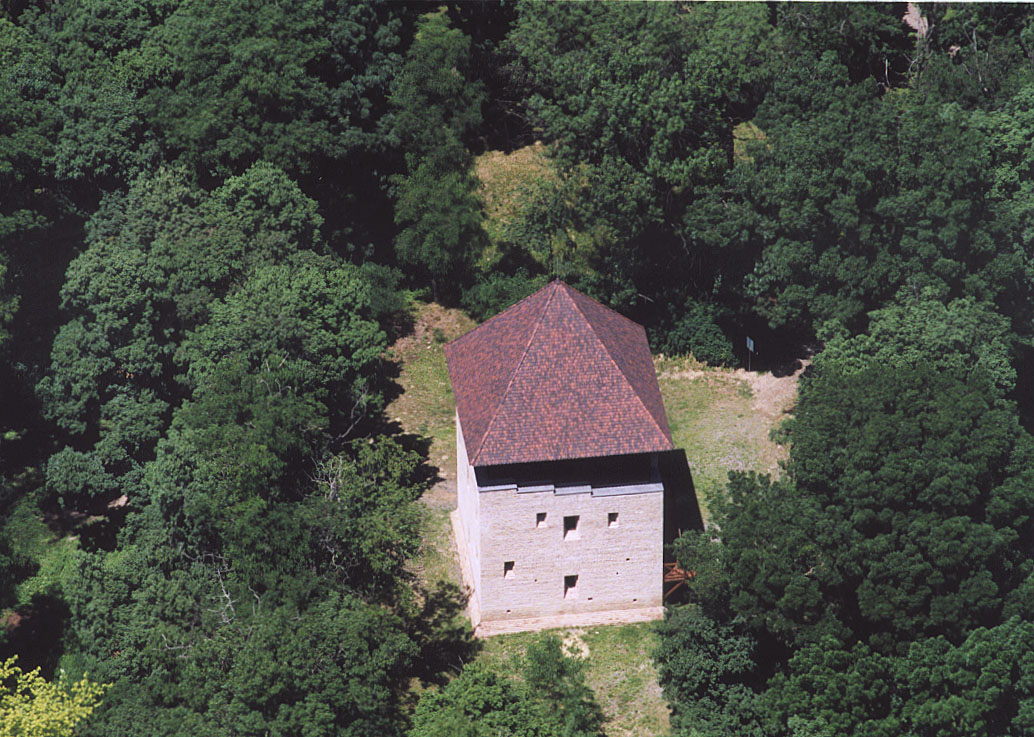
Dombóvári lakótorony
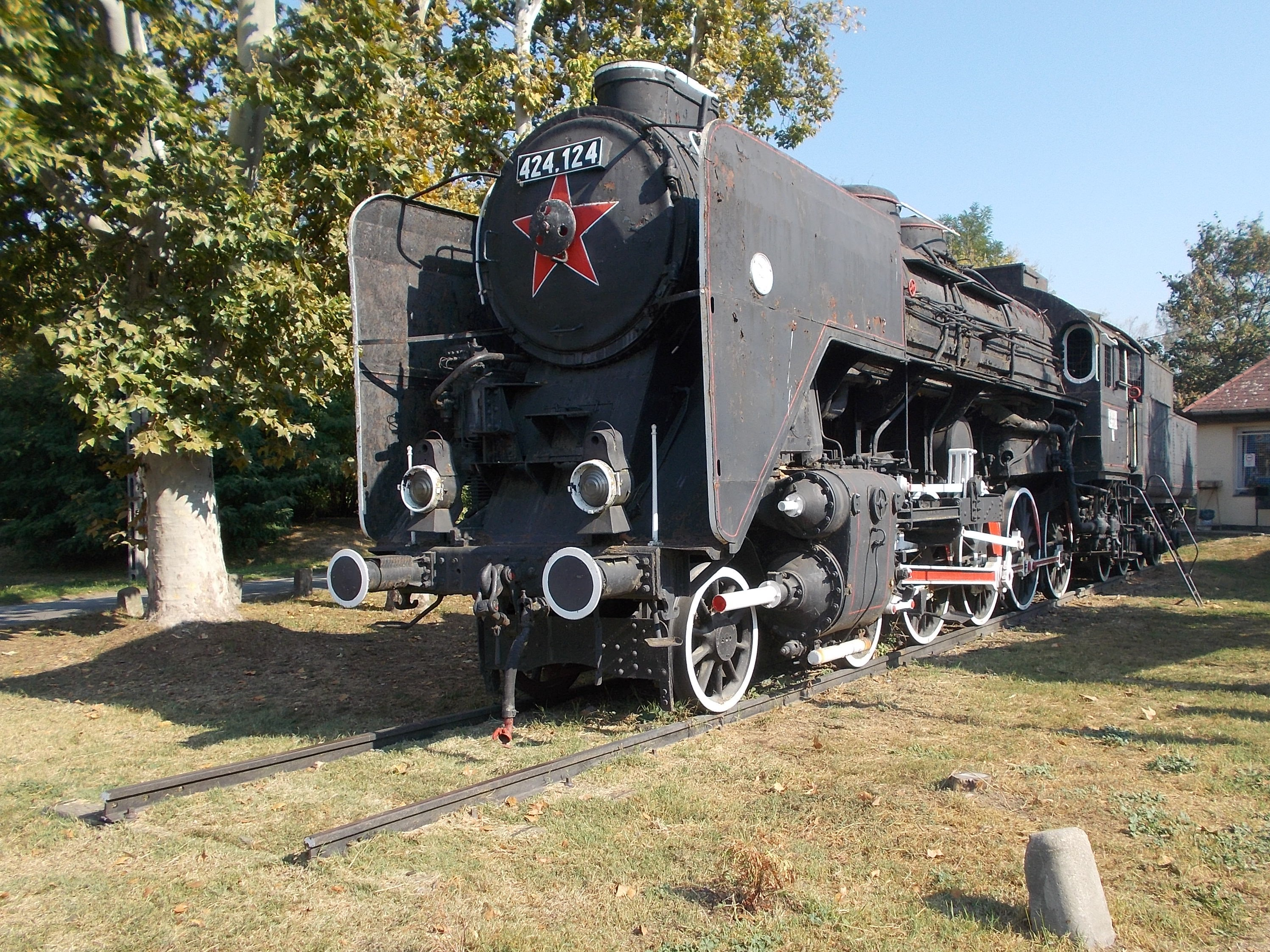
A 424-124-es gőzmozdony Dombóváron
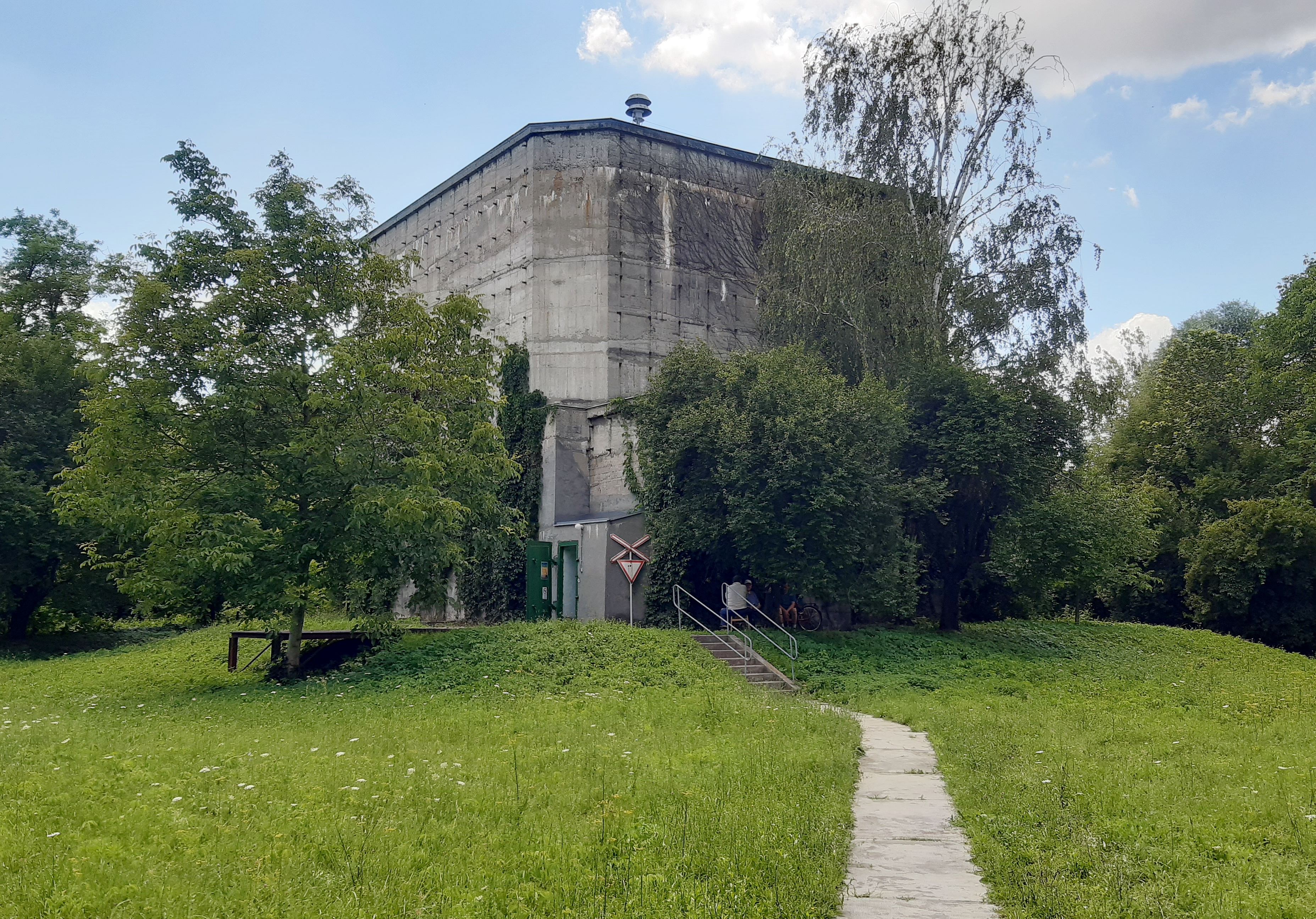
Vasúttörténeti Múzeum
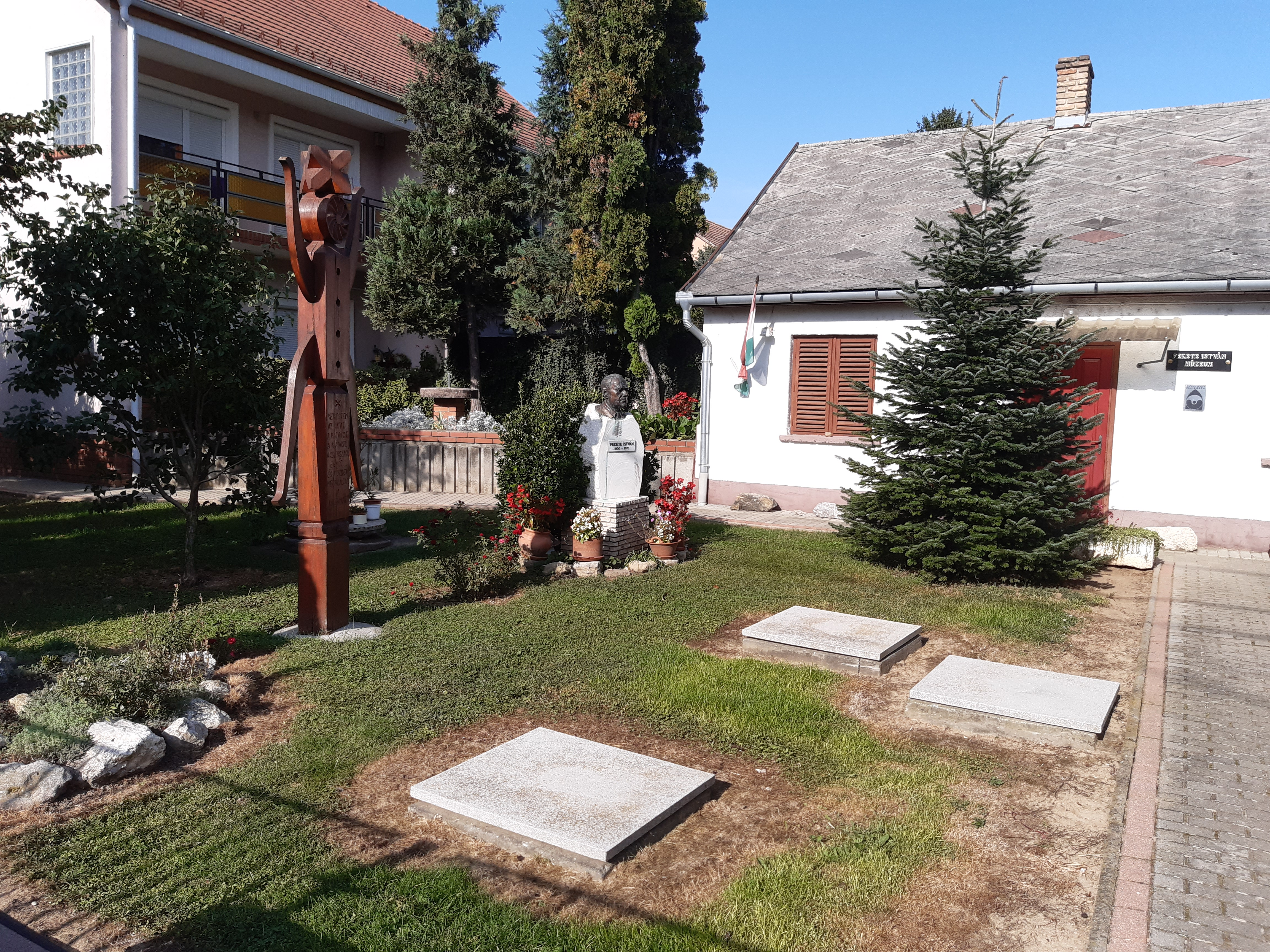
Fekete István Múzeum
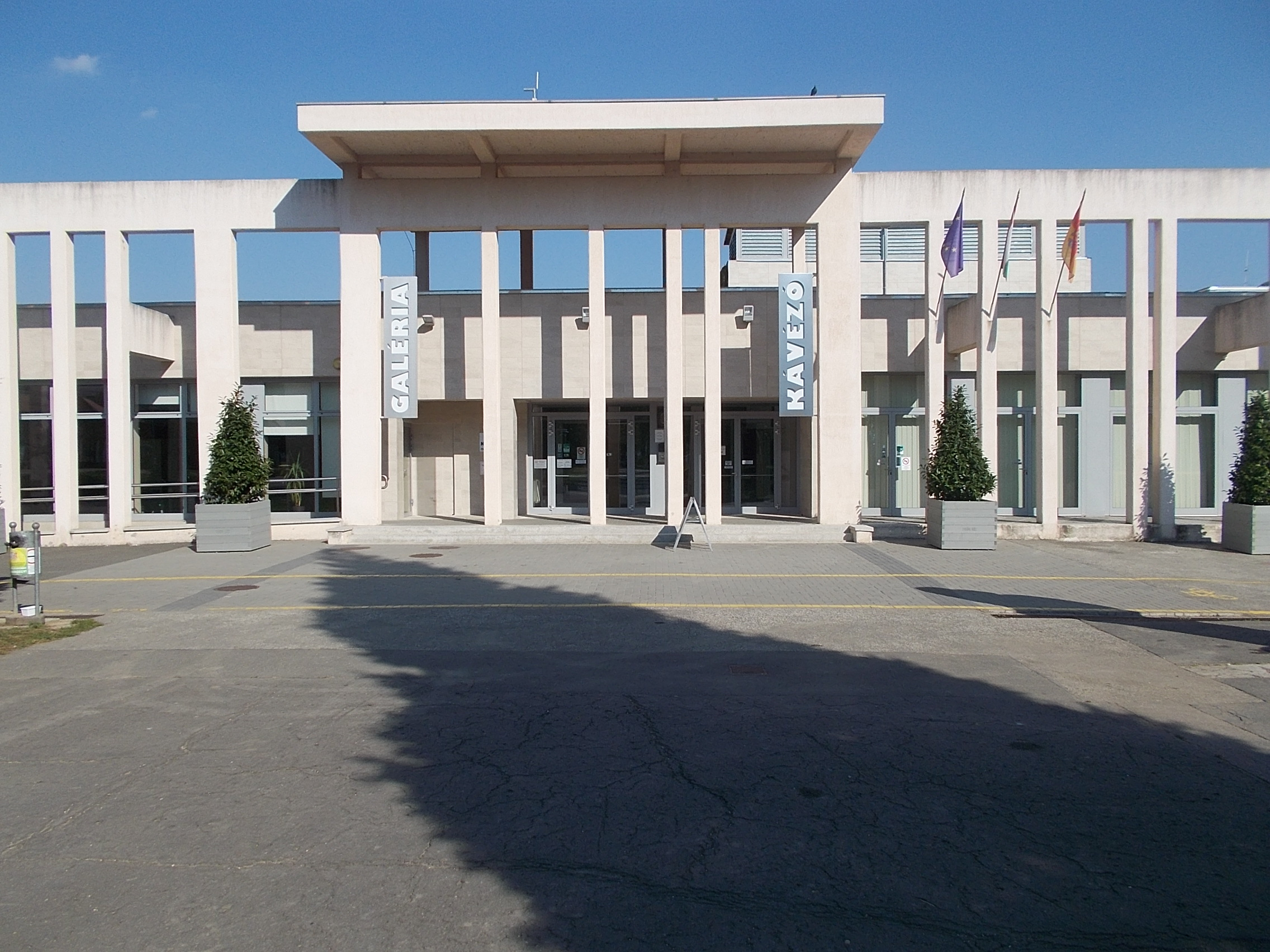
Tinódi Művelődési Ház
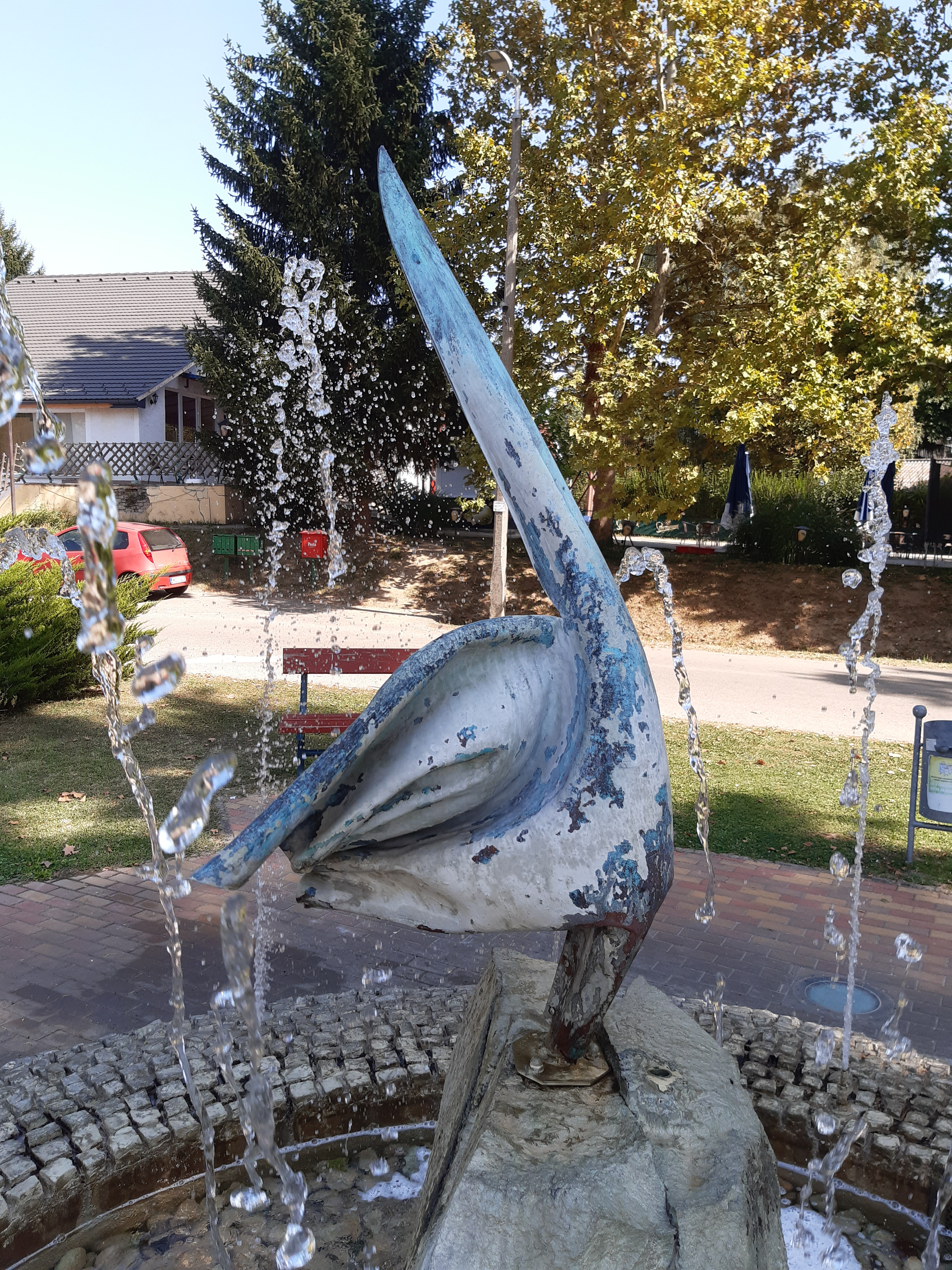
Gunarasfürdő
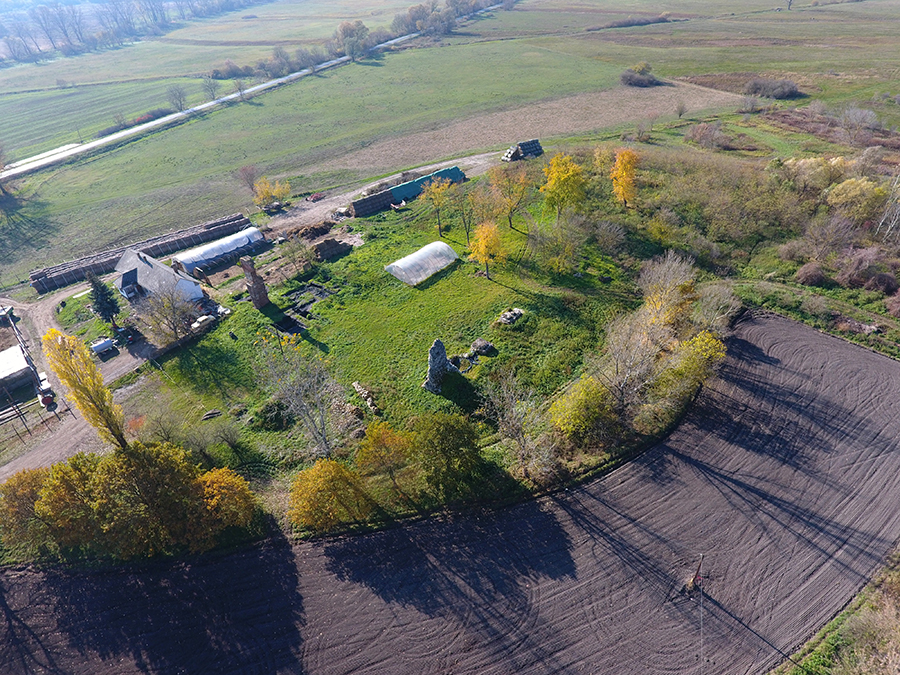
Dombóvár - Dombó Pál vára - Gyólyavár (légi fotó)
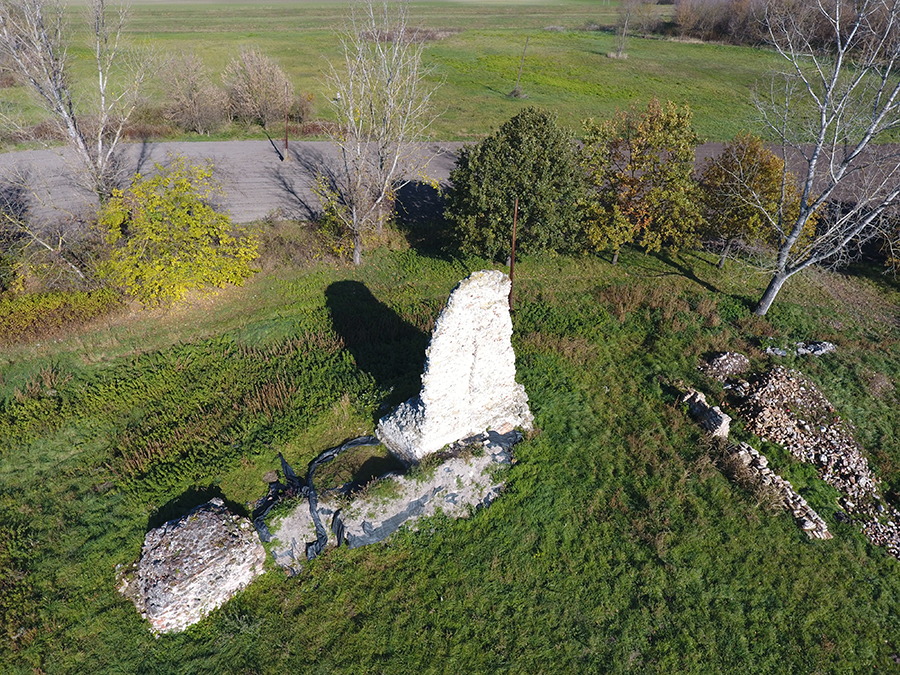
Dombóvár - Dombó Pál vára - Gyólyavár légi felvételen
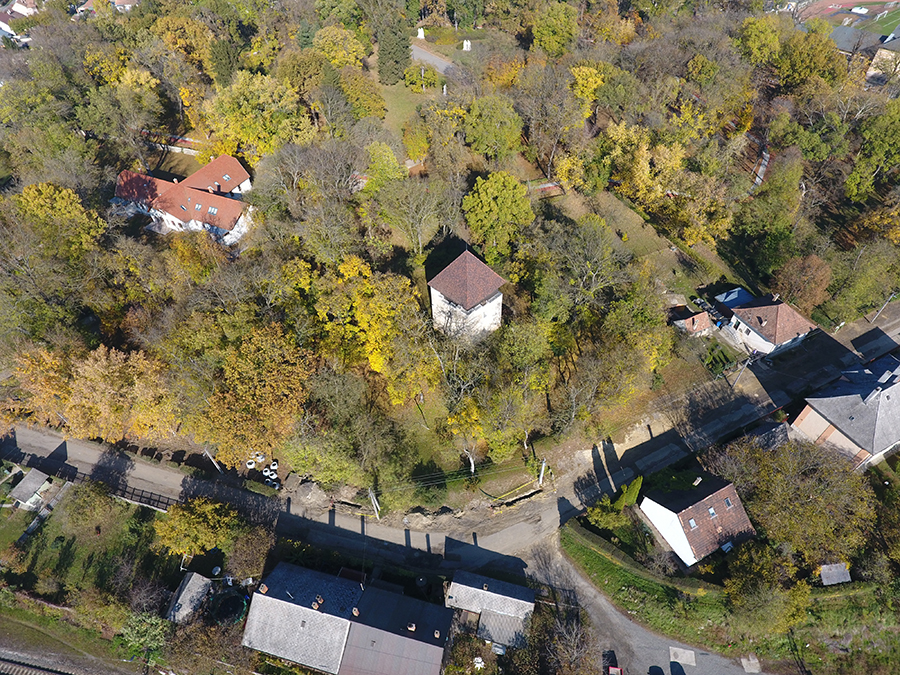
Dombóvár - Szigeterdő madártávlatból
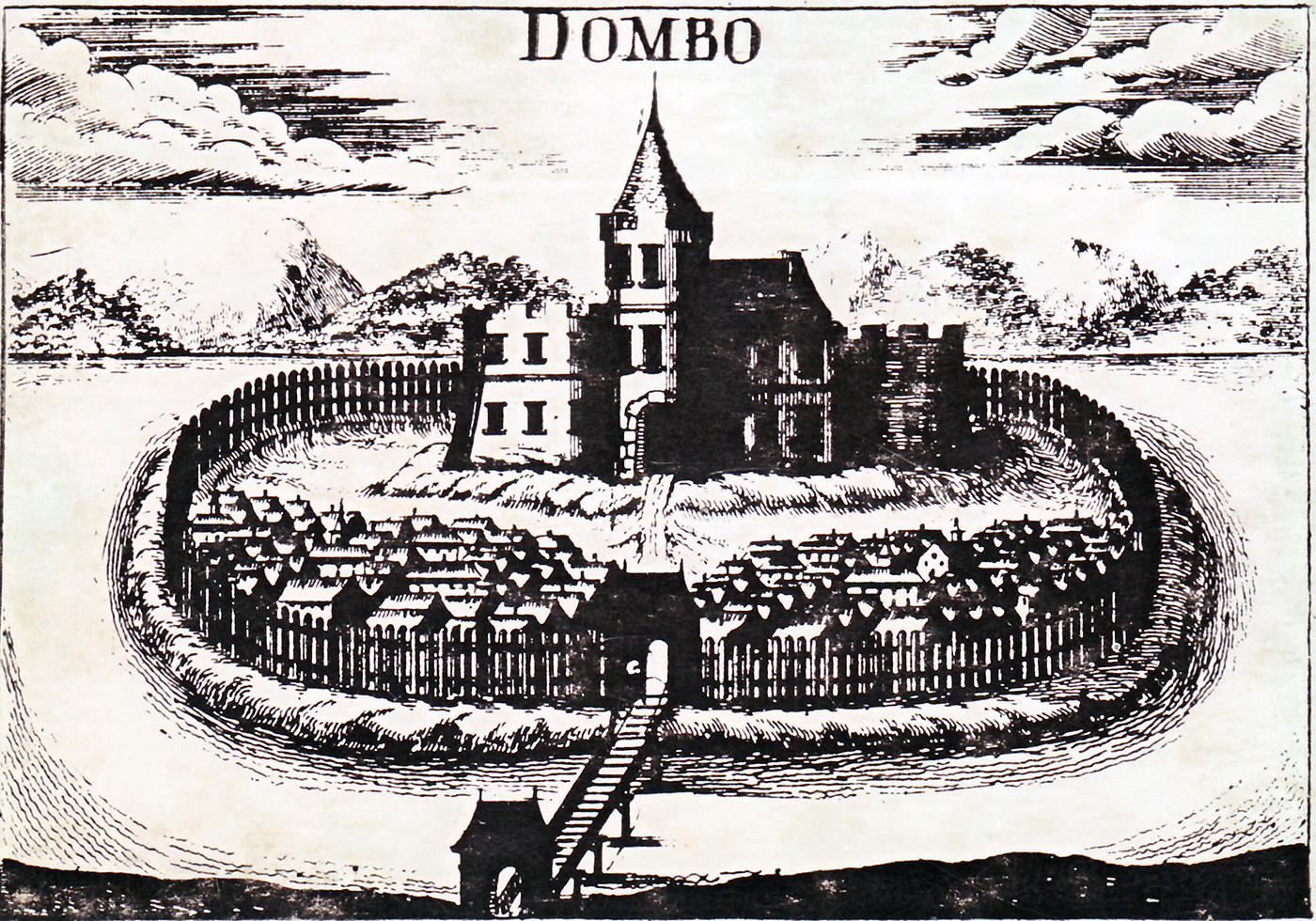
Dombó vára
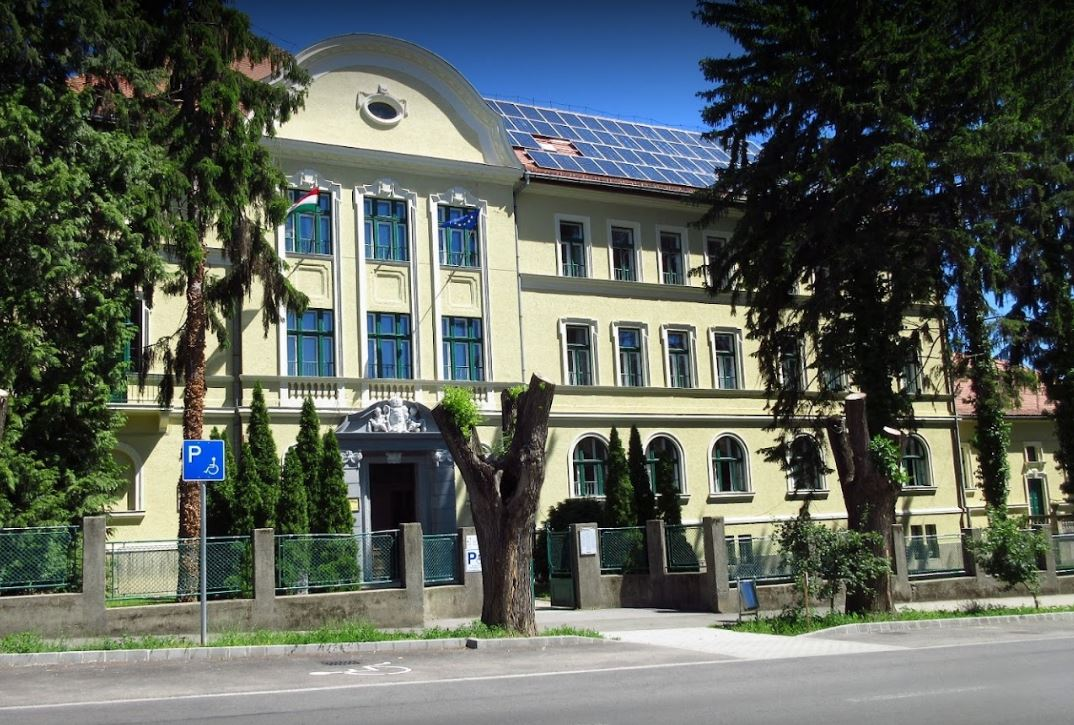
Dombóvári Illyés Gyula Gimnázium

### Dombóvár helyi jelentőségű természetvédelmi területei és természeti emlékei[51]

#### Különleges víztani értékei, források
- A Nyerges és Szőlőhegy forrásai
- Szent Anna-forrás
- Kis-Konda-patak völgyének forrásai és kútjai
- Lehman György Eszperantó-forrás

#### Ökológiai folyosók a Külső-somogyiagrársivatagban
- Kis-Konda-patak völgye természetvédelmi terület: Védetté nyilvánítás: 2004; Terület: 388,6 ha

#### Az élővilág menedékei a Kapos folyó mentén
- Béka-tói-mocsár és égeres természetvédelmi terület: Védetté nyilvánítás: 2015; Terület: 37 ha

#### Maradványerdők azagrársivatagban
- Tüskei tölgyes maradványerdő, természetvédelmi terület: Védetté nyilvánítás: 2004; Terület: 3,5 ha
- Banya-völgyi tölgyes, természetvédelmi terület: Védetté nyilvánítás: 2015; Terület: 1 ha
- Mágocsi úti tölgyes, természetvédelmi terület: Védetté nyilvánítás: 2015; Terület: 0,5 ha
- Nyerges-erdő és -horgásztó, természetvédelmi terület: Védetté nyilvánítás: 2004; Terület: 78,2 ha

#### Városi parkok, parkerdők
- Szigeterdő, természetvédelmi terület: Védetté nyilvánítás: 1976; Terület: 4,8 ha
- Gunarasi parkerdő, természetvédelmi terület: Védetté nyilvánítás: 2007; Terület: 10 ha
- Mászlonyi kastély park, természetvédelmi terület: Védetté nyilvánítás: 2015 ; Terület: 2,3 ha

#### Védett fák, fasorok
- Újdombóvári vadgesztenye fasor, természetvédelmi emlék: Védetté nyilvánítás: 1976 (2023-ban Pintér Szilárd polgármester kivágatta csapadékvíz-elvezetés fejlesztése címén, így a fasor megsemmisült)[52]
- Hunyadi téri fák, fasorok – természetvédelmi emlék: Védetté nyilvánítás: 2004
- Arany János téri fák, természetvédelmi emlék: Védetté nyilvánítás: 2004
- Ady Endre utcai vadgesztenye fasor, természetvédelmi emlék: Védetté nyilvánítás: 2004
- Horvay János utcai gömbkőris fasor, természetvédelmi emlék: Védetté nyilvánítás: 2004
- Fő utcai juhar fasor, természetvédelmi emlék: Védetté nyilvánítás: 2004
- Dőry platán, természetvédelmi emlék: Védetté nyilvánítás: 2004
- Szabadság utcai platánok, természetvédelmi emlék: Védetté nyilvánítás: 2004
- Helytörténeti Múzeum kertjének idős fái, természetvédelmi emlék: Védetté nyilvánítás: 2004
- Szent Flórián-szobor vadgesztenye fái, természetvédelmi emlék: Védetté nyilvánítás: 2004
- Teleki utcai fehér nyár, természetvédelmi emlék: Védetté nyilvánítás: 2004
- Árpád utcai gömbkőris fasor, természetvédelmi emlék: Védetté nyilvánítás: 2004
- Erzsébet utcai óvodakerti vadgesztenye fa, természetvédelmi emlék: Védetté nyilvánítás: 2015
- Hóvirág utcai mocsárciprus, természetvédelmi emlék: Védetté nyilvánítás: 2015
- Hunyadi téri Tinódi-szobor melletti oszlopos gyertyán, természetvédelmi emlék: Védetté nyilvánítás: 2015

#### Változatos madárvilága
- Gunarasi agyagbánya parti fecske költőtelepe, természetvédelmi terület: Védetté nyilvánítás: 2015; Terület: 0,02 ha

#### A város erődített emlékei – védett földvárak
- Szigeterdei vár és lakó torony: Védetté nyilvánítás, megerősítés: 1976, 2004
- Gólyavár, természetvédelmi terület: Védetté nyilvánítás, megerősítés: 1976, 2004; Terület: 3,1 ha
- Szarvasdi földvár

## Híres emberek
A város szülöttjei, akik nemzetközi elismerést szereztek: Szemenyey Ferenc festőművész; Hirsch Zoltán Zoli bohóc; Rákóczi János cukrász, mesterszakács; Mándi Imre ökölvívó; Aggházy Gyula festőművész; Marcell György festőművész, gimn. rajztanár felfedezettjei: Majoros János keramikus, Ujvári Lajos festőművész, Vati József festőművész. Pataki Ferenc fejszámolóművész; Buzánszky Jenő labdarúgó, az Aranycsapat tagja; Hegyi Sándor labdarúgó, az Aranycsapat tagja; Ivanich Miklós zongoraművész; Kodály Zoltánné Péczely Sarolta énekművész, egyetemi docens; dr. Gundy Sarolta rákkutató, az Országos Onkológia Intézet volt tudományos osztályvezetője; Rózsa Norbert úszó; dr. Köbli Norbert forgatókönyvíró, érdemes művész; Gulyás Róbert kosárlabdázó; Szabó Tünde atléta; napjaink nagy női sporttehetsége Tóth Lili Anna atléta és Farkas Bence napjaink nagy férfi atléta tehetsége; és akik nem Dombóváron születtek, de itt éltek/élnek: Fetter Károly szobrászművész; Rácz Vali magyar színész- és énekesnő; Bernát János festőművész; Kaponya Judit festőművész; Sarkantyu Simon festőművész; Radó Károly festőművész, szobrász; Varga Gábor szobrászművész, Zircher Kitti atléta. A városban élő eszperantisták 1923 óta ápolják az eszperantó nyelv tradícióit és eszméjét.

### A város kitüntetettjei
Az adományozott díjak, elismerések: Pro Oppido Dombóvár díszpolgári cím, Dombóvár Város Elismerő Díszjelvénye kitüntetés, Ivanich Antal-díj, Dombóvár ifjúsági díjai: a Buzánszky Jenő-díj, az Ambrus Sándor-díj és a dr. Péter Gyula-díj együtt, Dombóvár Elismert Közössége díj, Dombóvárért oklevél, Hamulyák-díj, Dombóvár Közbiztonságáért Oklevél, Dombóvár Közszolgálatáért Oklevél

## Sportélete

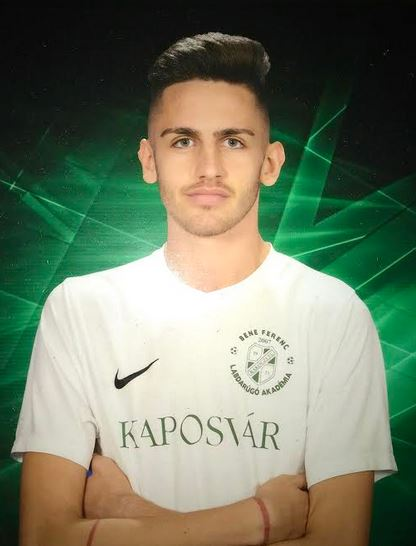
Keresztes Zalán

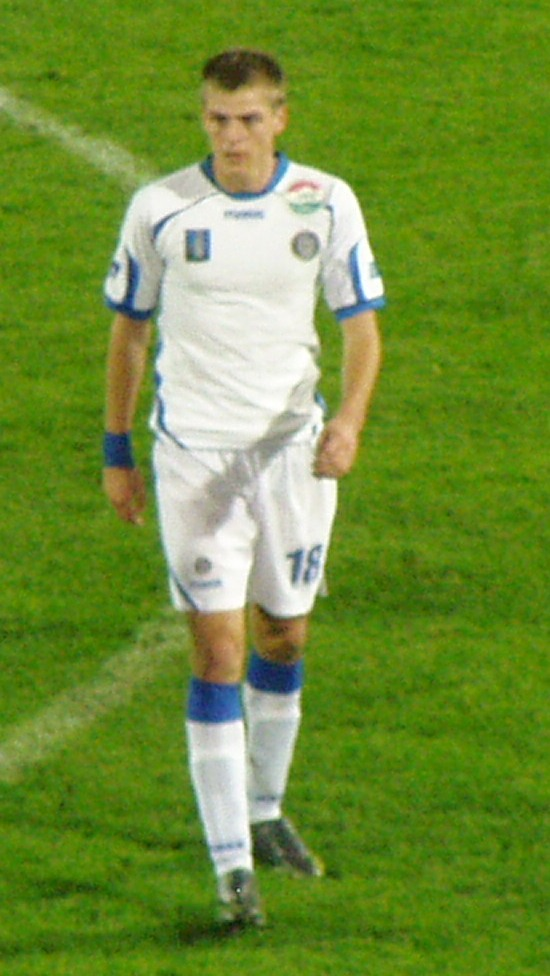
Simonfalvi Gábor

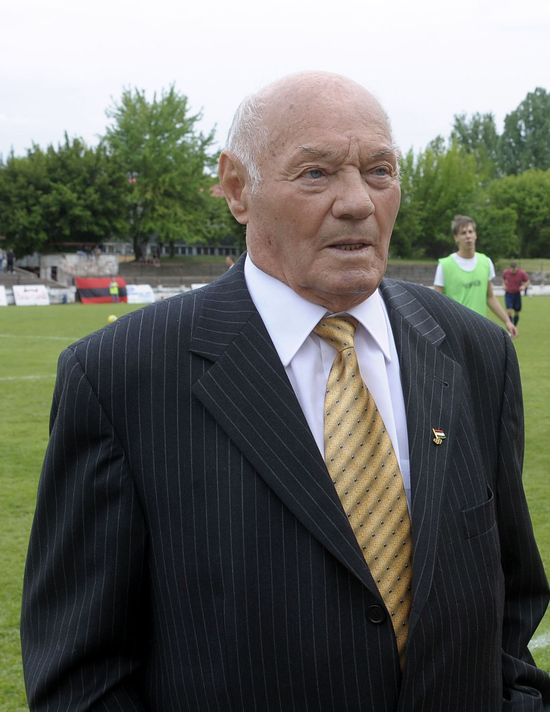
Buzánszky Jenő 85 évesen

Egyes dombóvári sportolók komoly teljesítményt értek el, sportáganként:
Atlétika

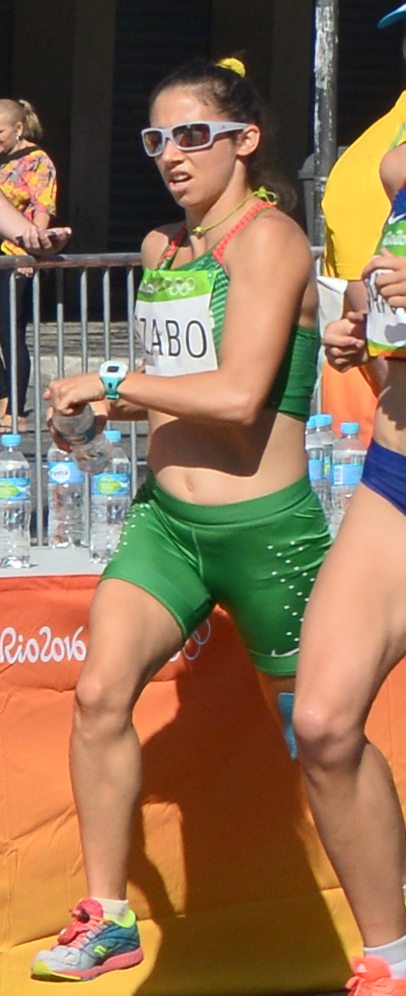
Szabó Tünde

- Az atlétákat a Dombóvári Vasutas Atlétikai és Szabadidő Egyesület felügyeli.[54]
- "Dombóvári Atlétikáért" Alapítvány

- Zircher Kitti (Budapest, 1988. augusztus 9.) 20-szoros magyar bajnok atléta, Dombóváron él és végezte alapiskoláit,
- Szabó Tünde (Dombóvár, 1989. február 8.) atléta
- Tóth Lili Anna (1998. szeptember 17.) nagy női atléta tehetség: ifjúsági olimpiai bajnok, Dombóvárról indult,
- Farkas Bence (2002. június 4.) nagy férfi atléta tehetség, Dombóvárról indult,

Karate
A hazai és nemzetközi megmérettetések aktív résztvevői:
- CYKLON Ikigaido SE
- Dombóvári Karatesuli

Kosárlabda
- Gulyás Róbert 1974. július 28. itt kezdte sportolói pályafutását 101-szeres válogatott kosárlabda játékos[55]

Labdarúgás
DFC – Dombóvári Futball Club – Dombóváron nagy múltja van a labdarúgásnak. Valamikor négy csapata is volt a városnak, 1960–1990 között. Ettől az időszaktól szinte halálra lett ítélve a helyi labdarúgás, amelyre a végső szentenciát 1993 tavaszán mondta ki a DVMSE. Egy év múlva ifj. Karászi Imre Újvári Kálmán ötletéből akkor még közvetett. Takács László segítségével 1994 nyarán alakult meg a Dombóvári Futball Club, amely jelenleg a Katona József utca 37. szám alatt üzemelő futballpályát használja, melynek folyamatos újításával és szépítésével hozzájárul a megfelelő színvonalú futball űzéséhez.
Dombóvári Focisuli Egyesület – Az egyesület jelenlegi nagy sikere a Dombóváron élő gyermekek futball iránti kedvének növekedése. Az utóbbi években oly nagy sikernek örvend az egyesület, hogy a 2014. évben jóval több mint 20 focistanövendék kezdte meg pályafutását az Egyesület keretein belül. A gyermekek 5 éves kortól egészen 14 éves korig, felmenő rendszerben tanulják eleinte játékos, majd komoly formában a futball minden csínját-bínját. Ebben nagy szerepet kapott az OTP Bank Bozsik Gyermek Labdarúgó Program, melyben Dombóvár jelenleg alközponti státuszban szerepel. Ennek köszönhetően a Dombóvári Futball Club által gondozott Katona József utcai labdarúgó pályát hetente – a napi edzéseken kívül – több száz gyermek birtokolja.
- az újdombóvári születésű Buzánszky Jenő válogatott labdarúgó,
- A dombóvári születésű (1932. április 3.) Hegyi Sándor válogatott labdarúgó, aki 1955-ben két alkalommal szerepelt az Aranycsapatban,
- A dombóvári születésű Kőműves Mihály (1947) labdarúgó,
- A bonyhádi születésű Zircher György (1962. május 17.) NB-I-es labdarúgó játékos volt, ma Dombóváron él. Rövid ideig NB II-ben is játszott a dombóvári csapatban,
- Simonfalvi Gábor (Dombóvár, 1984. január 9. –) magyar labdarúgó, jelenleg az NB III-as FC Nagykanizsa hátvédje,
- Gyánó Szabolcs Dombóvár, 1987. július 20. NB I-es labdarúgó,
- A dombóvári születésű Keresztes Zalán (2001. június 17.) 2020. május 29-én játszotta első NB I-es mérkőzését a Kaposvári Rákóczi FC – Zalaegerszegi TE futballmérkőzésen a Kaposvárt erősítve.

Ökölvívás
- Mándi Imre (1916. november 22.) ökölvívó, magyar bajnok (1935) a Dombóvári VOGE színeiben, olimpiai 5. helyezett, Európa bajnoki 2. helyezett, 49-szeres válogatott,

Úszás
- Rózsa Norbert olimpiai bajnok mellúszó
- Halmai Petra olimpikon

Sportszervezetek
- "Black Angels" Dombóvári Női Labdarúgó SE -
- Aerobik és Szabadidős Egyesület
- CYKLON Ikigaido SE – karate
- Delta Turista Egyesület
- Dombóvár 2004. Sakk Egyesület
- Dombóvári Spartacus Szövetkezeti SE – teke
- Dombóvári Boksz-klub
- Dombóvári Focisuli Egyesület – gyerek-foci
- Dombóvári Futball Club
- Dombóvári Hangulat Szabadidő SE
- Dombóvári Karatesuli
- Dombóvári Kosárlabda Suli KHE
- Dombóvári Sportiskola Egyesület úszás
- Dombóvári Tenisz Egyesület
- Dombóvári Vasutas Atlétikai és Szabadidő Egyesület
- Dombóvári Asztalitenisz Club KHE
- Dombóvári Floorball SE
- D-RIDE Sport Club – kerékpár
- PASZ Dombóvári Amatőr Labdarúgó SE
- Dombóvári Úszó Egyesület
- Dombóvári Judo Klub
- Dombóvári Amatőr Röplabda Club Szabadidős Egyesület
- "Dombóvári Atlétikáért" Alapítvány
- Dombóvár Úszásért Alapítvány
- Dombóvári Városi Diáksport Bizottság
- FORGI BOX CLUB Ökölvívó Közhasznú Egyesület
- Dombóvári Nyergesvölgyi Horgász Sportegyesület
- TeamDvar eSports

### Sportlétesítmények
- Szuhay Sportcentrum
- JAM-csarnok

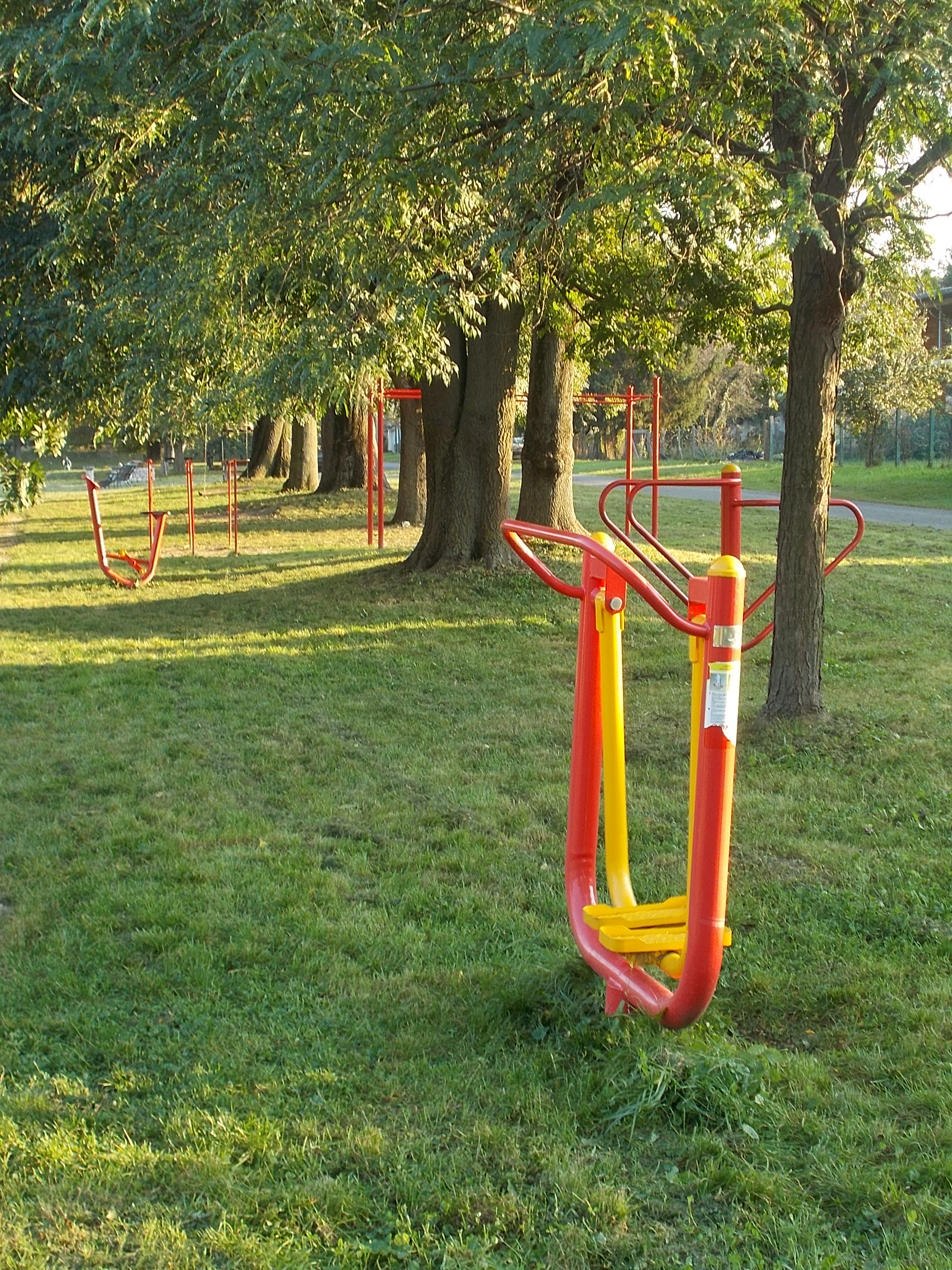
Szállásréti-tó – szabadtéri fitnesz-park

- Dombóvári Ifjúsági Sporttelep – DIS
- Farkas Attila Uszoda
- Teniszpályák
- Spartacus Tekecsarnok
- Nordic Walking útvonalak

1. séta-útvonal: Konda-völgyi tókör – 12 km
2. séta-útvonal: Várak útja – 6,5 km
3. séta-útvonal: Nyergesi körutak – 4 km
4. séta-útvonal: Gunarasi Land Art sétaút – 2 km
5. séta-útvonal: Gunarasi körút – 3 km

- Kültéri fitness eszközök

1. Szállásréti-tó
2. Szent László Park
3. Újdombóvár-VI. utca
4. Arany János tér

- Kneipp-ösvény

1. Fogadalmi liget
2. Gunarasfürdő Camping

- Maximum Fitness Club
- Body Fit Sportcentrum
- Z2 CROSS GYM

### Kiránduló útvonalak

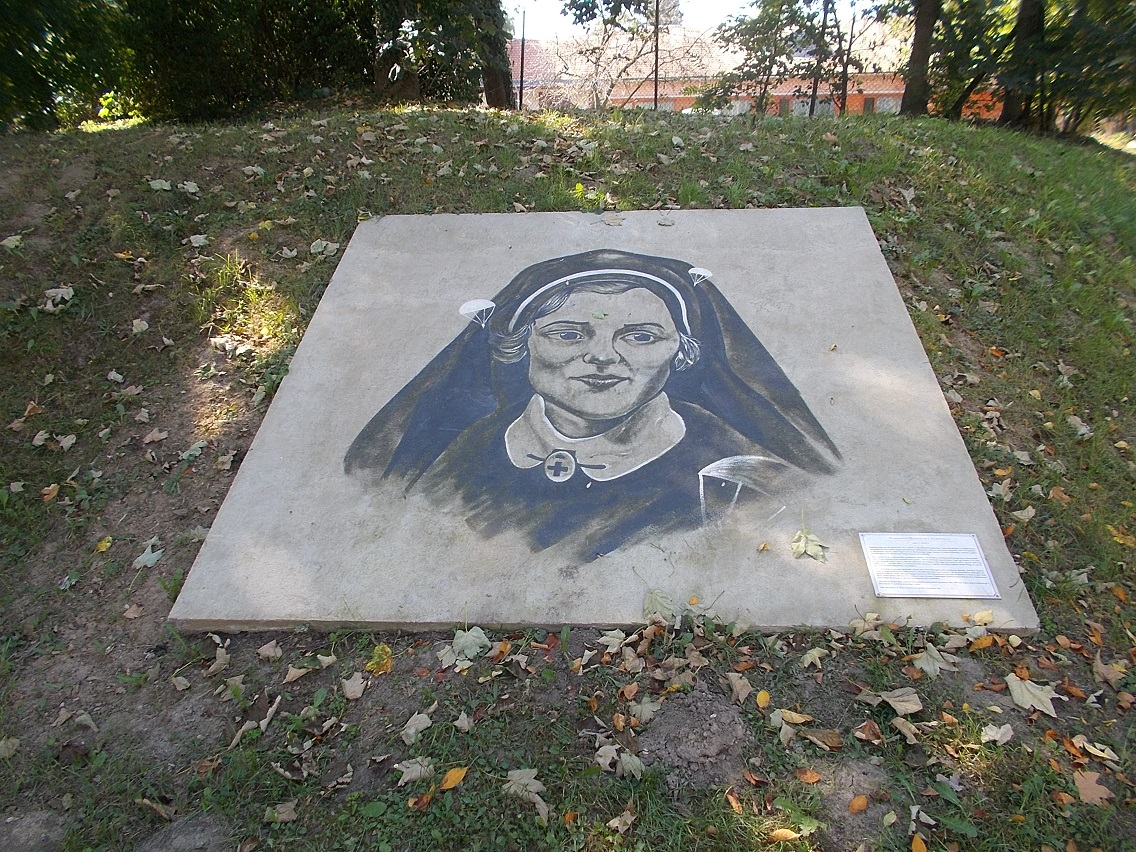
Hírességek útja – Medveczky Gabriella

- KONDA-PATAK VÖLGYE – A Konda patak völgye: Nyerges-tó – Gunaras-fürdő – 25 km
- „IFLÁK” KERÉKPÁROS TÚRAÚTVONAL – IFLÁK kerékpáros túra: Gunaras-fürdő – Sziget-erdő – Gólya-vár – Kaposszekcsői templom – Csikostöttős kilátó – Mágocsi templom – a Béka-tavi madárles – IFLÁK nép tájékoztató táblája – 32 km
- „WOSINSKY” KERÉKPÁROS KÖRTÚRA: Dombóvár – Döbrököz – Kurd – Lengyel – Mekényes – Nagyhajmás – Mágocs – Dombóvár – 32 km
- KONDA-VÖLGYI TÓKÖR: Gyár utca – Konda-völgy – Tüskei tavak – Gyár utca – 12 km
- „HAT VÁR HAT RÁD” TÚRA: Werböczy vár (Döbrököz) – Szarvasdi várrom – Gunaras-fürdő – Kaposszekcsői várrom – Dáró vára, Jágónak – Gólyavár – Sziget erdei lakó torony – 32 km
- „HÍRESSÉGEK ÚTJA”: Pannónia út – Kórház utca – Gyár utca – Bajcsy-Zsilinszky utca – Katona József utca – Dózsa György utca – Szabadság utca – Hunyadi tér – Dombó Pál utca – Bezerédj utca – Pannónia út – 5 km
- „MESEÚT”: Hunyadi tér (Tinódi Ház – Művelődési Ház) – Dombó Pál utca – Bezerédj utca – Jókai utca utca – Hunyadi tér (Rossmann) – Hunyadi tér (Csillagház) – 1,1 km
- „PUSZTÁK NÉPE” ÚTVONAL: Gunaras-fürdő kápolna – Szarvasd – Nagypáltelep – 16 km
- „CSODABOGYÓS” ÚTVONAL: DÖPTE-bázis – Újdombóvár (Béke utca) – Béka-tó – Kolostor-út – Mágocs-dülő – Mágocsi vadászház – Koszorú-domb (Majális) – Döbröközi buszvégállomás – 15 km

## A dombóvári eszperantizmus

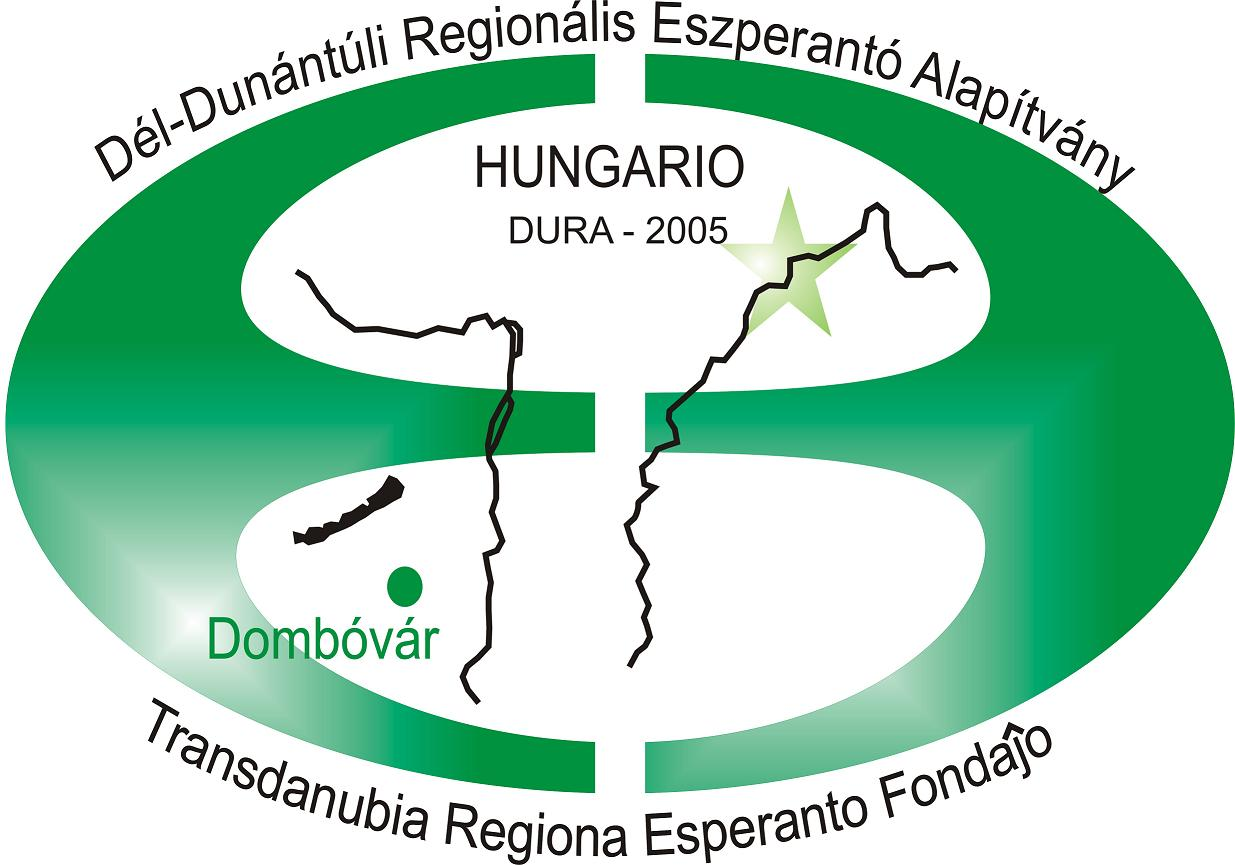
A DURA logo-ja

Dombóváron az 1920-as évek óta intenzív eszperantista élet zajlik, itt található a DURA Dombóvári Eszperantó Barátok nem regisztrált civil szervezet székhelye is.
Az eszperantizmus indulásának körülményei: Szepessy László költő (1880–1915) Dombóváron az Erzsébet utca 48.-ban született, 1912–1915 között kérte fel őt Giesswein Sándor pápai prelátus, országgyűlési képviselő a keresztényszocialisták indulójának megírására. Lehman György közigazgatási jegyző (1901–1932) szintén Dombóváron született az Erzsébet utca 6.-ban. Giesswein Sándor ekkor volt a Magyar Országos Eszperantó Egyesület elnöke. Giesswein 1920-ban kezdte szervezni az Eszperantisták Nemzetközi Békeligáját, ezen szervező munka kapcsán ismerte meg a dombóvári születésű Lehman Györgyöt. A Békeliga 1923-ban létre is jön, de Giesswein Sándor is meghal. Dombóváron az eszperantisták innentől számítják az eszperantó mozgalom indulását.

## Testvérvárosai
- Kernen im Remstal, Németország
- Ogulin, Horvátország
- Vir,
- Höganäs, Svédország

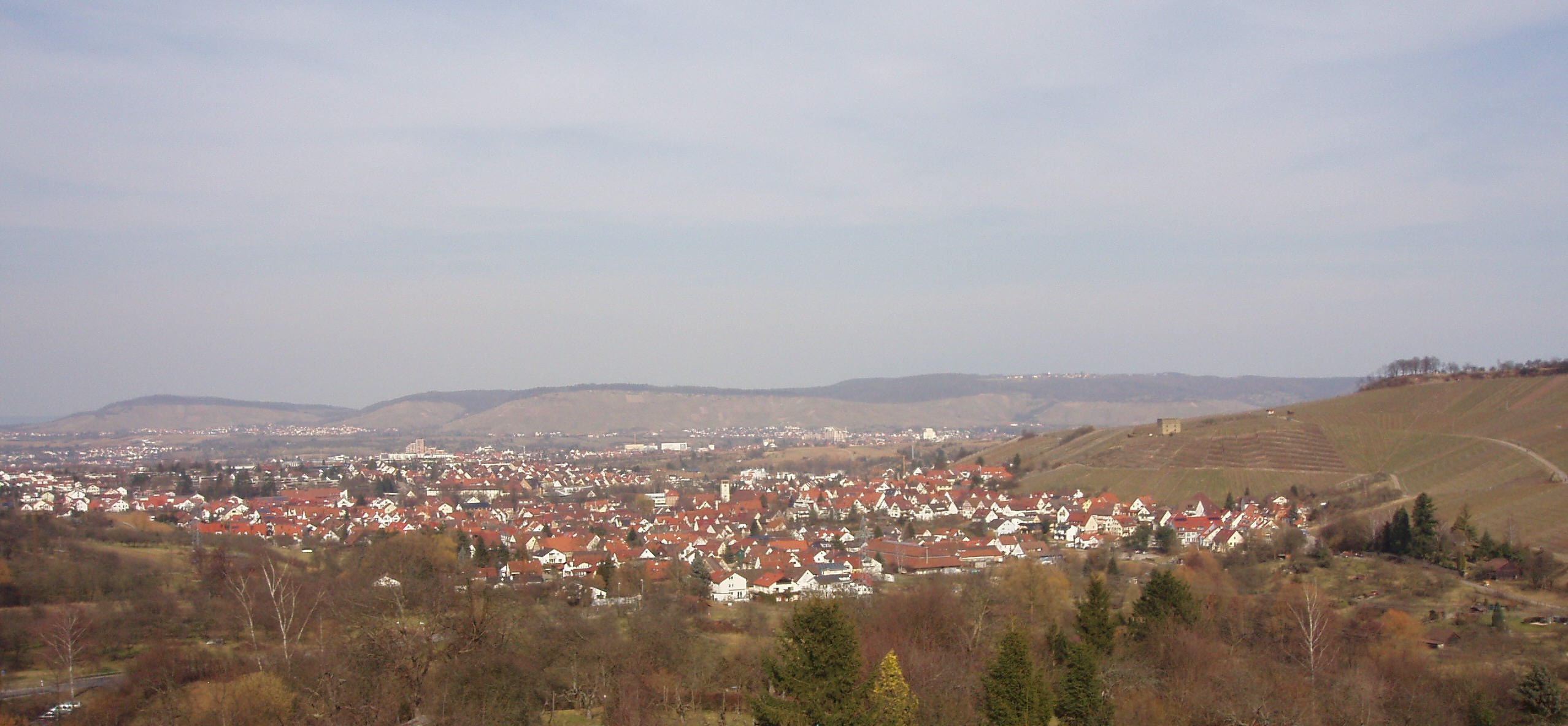
Kernen im Remstal - Németország
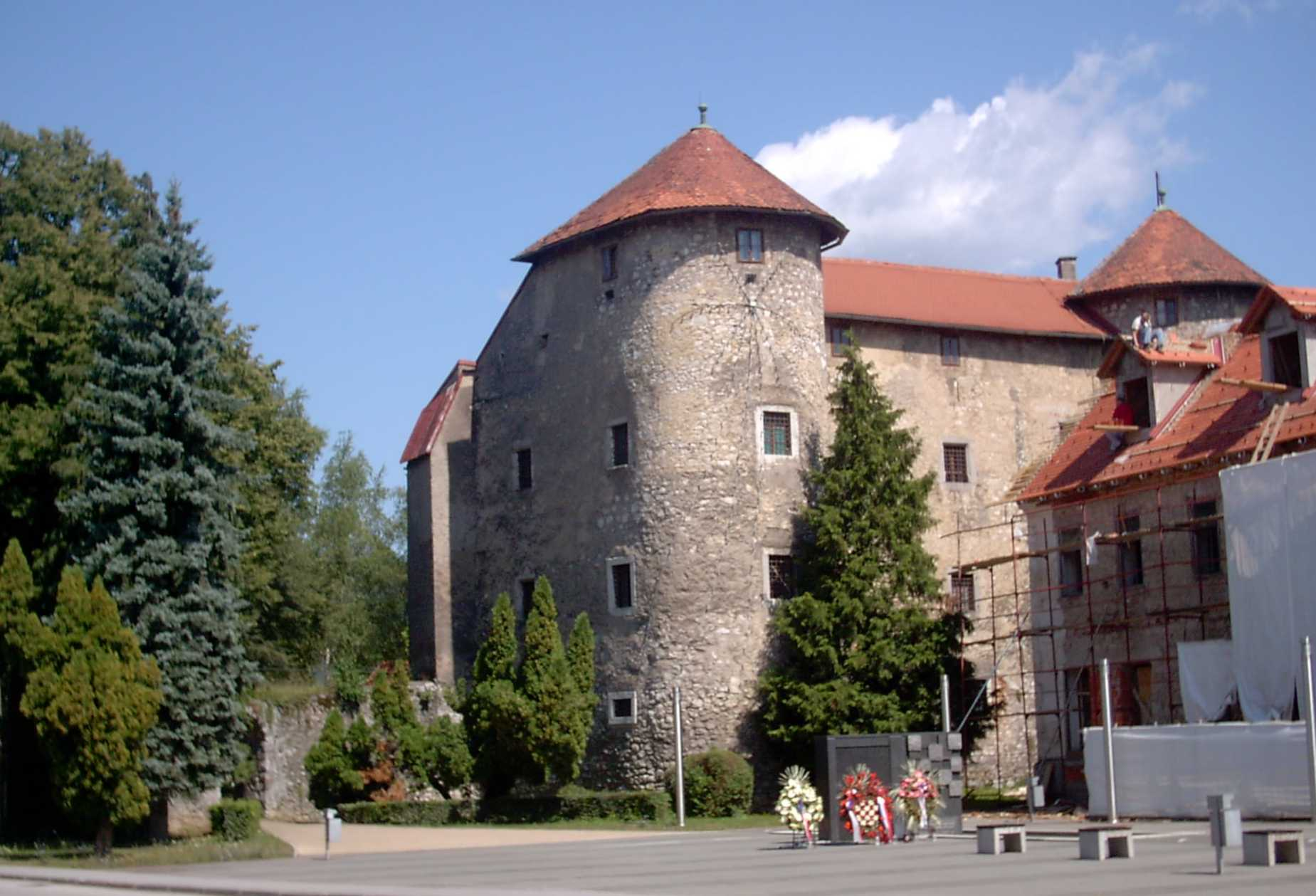
Ogulin - Horvátország
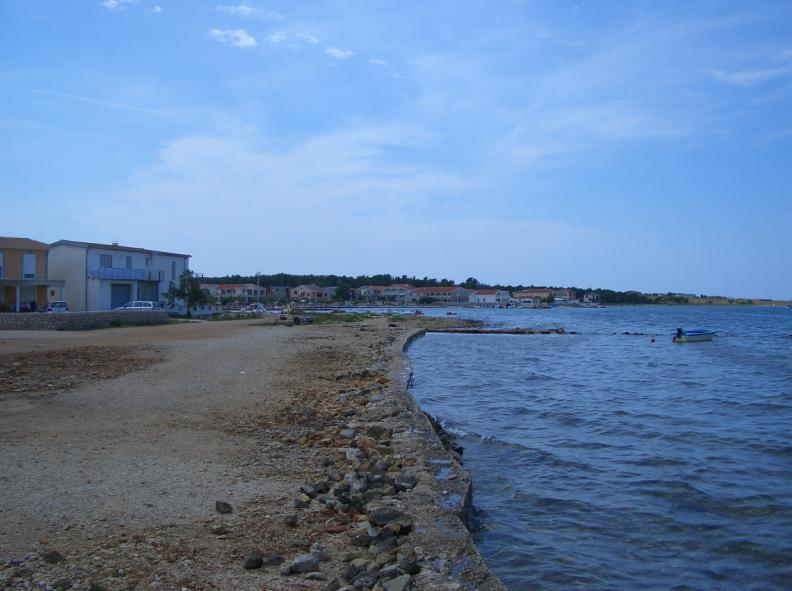
Vir - Horvátország
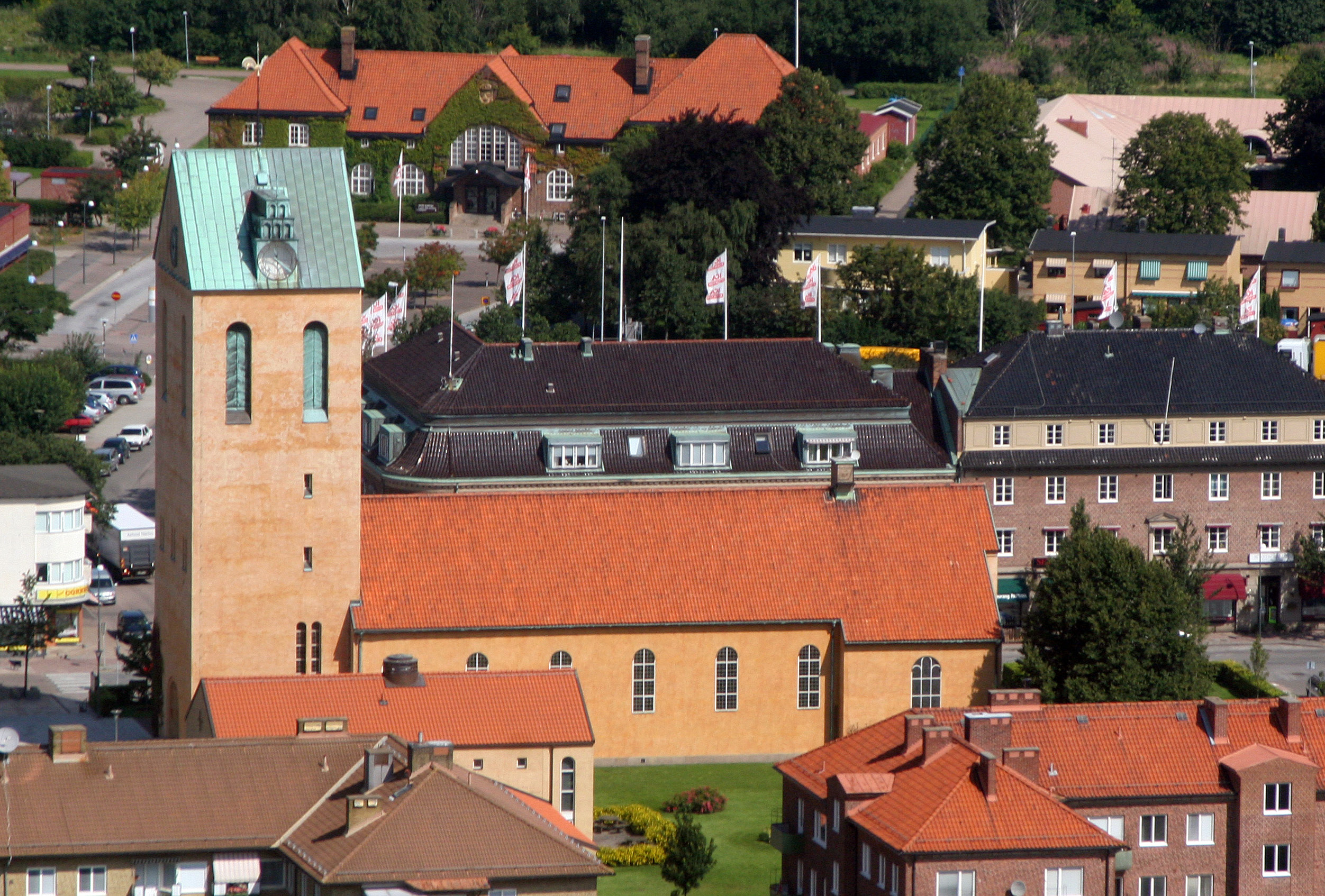
Höganäs - Svédország